# 영지주의
영지주의(Gnosticism, 고대 그리스어: γνωστικός, 로마자 표기: gnōstikós, 코이네 그리스어: [ɣnostiˈkos], '지식을 가짐')는 1세기 후반에 유대교와 초기 기독교와 엮이며 시작된 종교적 사상 및 체계를 말한다. 교회의 정통 가르침, 전통, 권위에 대항한 개인적인 영적 지식을 강조한 다양한 집단을 두고 영지주의자라고 칭한다. 육체적 존재를 결함이 있거나 악한 것으로 본 영지주의의 우주기원론은 일반적으로 우월하고 숨은 신과, 물질 세계를 창조한 악한 신 데미우르고스(때로는 구약성경의 야훼와 연관)을 구분하는 특색이 있었다.  영지주의자들은 구원에 이르는 주요 요소가 신비주의적 혹은 밀교적인 이해 형태 방식으로 최고 신성에 관한 진실된 지식이라 생각하였다. 많은 영지주의 문서는 원죄와 회개라는 개념을 대신하여 환영과 깨달음이라는 개념을 다룬다.
영지주의 문서들은 교부들이 영지주의를 이단이라 비난하며 이들의 문서들을 파괴했던 약 2세기까지는 지중해 세계의 특정 기독교 집단들 사이에서 번성하였다. 이러한 문서들을 파괴하려는 시도는 대체로 성공적이었으며, 그 결과 영지주의 신학자들은 거의 글을 남기지 못하였다. 그럼에도, 발렌티누스 같은 초기 영지주의 교부들은 자신들의 믿음이 정통 기독교의 믿음과 일치한다고 보았다. 영지주의 기독교 전통에서 그리스도는 인류를 빛으로 다시 인도하기 위해 인간의 모습을 취한 신성한 존재로 간주한다. 그러나 영지주의는 하나의 표준화한 체계는 아니며, 직접적인 경험에 관한 강조는 발렌티누스파와 세트파 같은 독특한 교파를 포함한 다양한 가르침을 허용하였다. 페르시아 제국에서 영지주의 사상들은 비슷한 성격의 마니교를 통해 저 멀리 중국까지 전파되었고, 만다야교등은 현재까지도 이라크에 남아있다.
수세기 동안, 영지주의에 관한 대부분 학문적 지식은 리옹의 이레네우스와 로마의 히폴리투스 같은 정통 기독교 인물들의 반이단적으로 쓴 기록물들에 국한했다. 1945년에 이집트의 나그함마디 문서들이 발견된 후 영지주의에 관한 관심이 새로워졌다. 이 문서들은 토마스 복음서과 요한의 외경을 포함한 희귀한 초기 기독교 및 영지주의 문헌 모음집을 포함하고 있다. 학술 연구의 주요 쟁점은 영지주의가 종교 간 현상 또는 독립 종교로서 자격에 관한 부분이다. 학자들은 헬레니즘 유대교, 조로아스터교, 플라톤주의 등 영향을 인정하고 있다. 그리고 일부는 불교와 힌두교에 관한 연관성을 지적했지만 후자로부터 직접적인 영향을 받았다는 증거는 결정적이지 않다.

원 안에 십자가가 있는 태양 십자가(Sun cross): 이 표장은 중세의 영지주의 관련 단체였던 카타리파(Cathars: b. 11세기, fl. 12-13세기)에 의해 주로 사용되었다.

## 개요
영지주의는 나스티시즘(영어: Gnosticism)을 뜻에 따라 번역한 것으로, 음을 따라 그노시스파 또는 그노시즘이라고도 한다. '영지주의자' · '영지주의파' 또는 '영지주의적'이라고 번역되는 나스틱(Gnostic)이라는 낱말은 그리스어로 '신비적이고 계시적이며 밀교적인 지식 또는 깨달음'을 뜻하는 그노시스(γνῶσις gnosis[*])로부터 따온 것으로, 이 낱말은 고대의 영지주의 종교 운동의 반대자들이 이 운동에 속하는 사람 또는 단체를 지칭하는 용도로 주로 사용되었다. 당시에 이 종교 운동의 분파들 중 기독교 계통에 속한 사람들은 자신들을 단순히 기독교인이라 불렀다. "나스티시즘(Gnosticism)"이라는 낱말은 고대에 존재하였던 이 종교 운동을 특별히 가리키기 위해 현대 학자들이 '나스틱(Gnostic)'이라는 낱말로부터 만든 말이다. 한글 번역어인 '영지주의(靈知主義)'라는 낱말이 어떻게 성립되었는지에 대해서는 정확히 알려진 바가 없다. '영지(靈知)'의 문자 그대로의 뜻은 '영적 지식', '영적인 앎' 또는 '영 즉 프네우마(Divine Spirit)를 아는 것'이다.
영지주의 운동은 특정한 한 형태로 전개된 것이 아니라 다양한 형태로 전개되었다. 영지주의는 다양한 신앙 체계들로 구성되어 있었지만, 물질 우주는 데미우르고스라고 불리는 불완전한 하위의 신이 최고신의 스피릿, 즉 프네우마의 일부를 사용하여 창조한 세계라는 가르침에 대해서는 분파와 무관하게 대체로 견해가 일치하였다. 이 교의에서, 데미우르고스는 종종 아브라함계 종교의 야훼나 그리스 신화의 제우스와 동일한 신으로 생각되며, 최고신으로부터 발출되어 형성된 상위의 세계인 플레로마나 지고한 존재인 최고신을 뜻하는 신성(神性)과는 대비된다.
데미우르고스에 대한 견해는 분파 사이에 큰 차이를 보였다. 어떤 분파는 데미우르고스가 악의 물질적 화신이라고 주장한 반면, 다른 어떤 분파는 최고신에 비해 불완전한 선한 신적인 존재일 뿐이라는 견해를 가지고 있었다. 특히, 바실리데스파는 데미우르고스에 대해 다른 분파들과는 더 뚜렷이 구분되는 견해를 가졌다. 이 견해에 따르면, 데미우르고스는 불완전한 선한 신적인 존재일 뿐만 아니라, 예수의 복음에 기뻐하고 이를 받아들여 스스로를 최고신이라 주장했던 이전의 무지를 반성하고 우주의 전 체계 속에서의 진정한 자신의 자리를 찾아가는 겸손한 존재였다.
영지주의 운동은 헬레니즘 철학 · 유대교 · 기독교와 영향을 주고받았다. 학자들은 대체로 영지주의가 이원론적인 종교 운동이었다고 보고 있으나, 한편, 가장 유력했던 영지주의 분파인 발렌티누스파를 비롯한 후대의 영지주의 운동들에서는 일원론적인 세계관을 가졌다. 데미우르고스에 대한 다양한 견해와 함께 이러한 세계관의 다양성은 영지주의 운동에 여러 가지 다양한 입장들이 서로 공존하였다는 것을 나타내는 지표로 간주되기도 한다.
영지주의 운동가들은 인간을 정신(영혼)과 물질(육체)의 두 요소로 구성된 존재가 아니라 영(스피릿, 프네우마, 영성, 신성,  로고스, 말씀) · 정신(영혼, 소울, 누스, 멘탈, 사이키) · 물질(육체)의 세 요소로 구성된 존재로 보았으며, 이에 따라, 현재의 영적 발달 정도에 따른 구분으로, 인간을 영적인 인간(Pneumatics) · 정신적인 인간(Psychics) · 물질적인 인간(Hylics)의 세 부류로 구분하였다. 이 구분에 따라, 영지주의자들은 자신들이 이 세 부류 중 구원을 성취할 가능성이 가장 큰 영적인 인간의 부류에 들어가며, 다른 기독교인들, 즉 당시의 보편교회의 교인들은 정신적인 인간의 부류에 들어간다고 주장하였다. 영지주의자들은 이들 세 부류의 사람들 중 영적인 인간과 정신적인 인간만이 그노시스를 가질 수 있으며, 물질적인 인간은 이번 생에서 그노시스에 도달할 수 없을 것이라 여겼다. 그 이유는 물질적인 인간은 물질에 너무 몰입해 있으며 따라서 더 높은 차원의 실체가 있다는 것을 인지하지 못할 것이라고 보았기 때문이었다.
영지주의자들과 정통파 기독교인들과의 가장 큰 차이점은 믿음이 아니라 앎(그노시스)이 구원의 수단이라고 여겼다는 것에 있다. 영지주의 운동가들은 그노시스를 통해 인간의 참된 기원이 지고한 신성(神性)에 있다는 것을 깨닫고, 이 깨달음을 통해 인간의 성품 중 영적 요소 즉 영이 물질계를 벗어나서 자유롭게 된다고 주장한다. 따라서, 영지주의 운동에서는 그노시스를, 영이 물질계의 속박으로부터 해방된 상태를 얻고자 할 때, 반드시 갖추어야 하는 필수적인 요인이자 구원의 수단이라 여겼다.
또한 많은 영지주의자들이 윤회를 믿었다는 것도 또 하나의 큰 차이점이었다. 예를 들어, 학자들에 의해 가장 중요한 영지주의 문헌으로 평가받고 있는 《요한의 비밀 가르침》에는 예수와 요한의 다음과 같은 문답이 있다.

나(요한)는 그(예수)에게 물었다. "주님, 자신이 어디에서 왔는지 모르는 사람들의 영은 어떻게 됩니까? 그들은 어디로 가나요?"

예수께서는 다음과 같이 답하였다. "거짓된 영이 강해져서 길을 잃는다. 그들의 영은 무거워져 악에 이끌려 망각(자신의 기원이 신성임을 자각하지 못하는 상태, 즉, 그노시스가 미약한 상태)에 빠진다."

"육체에서 나왔을 때(죽었을 때) 그 영은 아르콘들이 창조한 권속들에게 넘겨져 쇠사슬에 묶인 채로 다시 감옥(육체와 이 세상) 속으로 던져진다. 이런 일이 마침내 앎(그노시스, 즉, 자신의 기원이 신성임을 자각하는 상태 또는 이 자각을 불러일으키는 가르침)을 통해 망각으로부터 자유로워질 수 있을 때까지 계속하여 반복되고 반복된다. 이를 통해 결국 그 영은 완전해지고 그럼으로써 구원 받는다."
— Davies, Stevan L. (2005), 《Secret Book of John: The Gnostic Gospel Annotated & Explained》p.143. 
한글 편집자 번역. 괄호는 편집자 주

그리고 정통파 기독교의 교부로 알렉산드리아파를 대표하였던 오리겐에 따르면, 유력한 영지주의 분파 중의 하나였던 바실리데스파의 창시자인 바실리데스는 영이 구원을 성취하지 못하고 죽었을 때 즉 본래의 자리인 신성으로 돌아가지 못하고 죽었을 때, 달리 말해 실락 이전의 상태인 에덴 동산(플레로마)으로 되돌아가지 못하고 죽었을 때 받는 유일한 벌은 에덴 동산에서 쫓겨나서 오게 된 이 세상으로 다시 태어나는 것이라고 가르쳤다. 이와 같이, 바실리데스는 인간의 가능한 존재 상태 중 물질계의 삶이 가장 하급한 삶 즉 지옥 또는 감옥의 삶이라고 가르쳤다. 한편 오리겐은, 바실리데스가 가르친 윤회의 교의로 인해, 악한 행위를 하면 죽어서 물질계보다 더 하급한 지옥에 가게 된다는 두려움을 가지게 하여 결과적으로 사람들로 하여금 선한 행위를 하게 만드는 '유익한 두려움'이 사라져 버리게 되었다고 불만을 제기하였다.
영지주의자들은 반복되는 윤회에 대해 즉 삶에 대해 절망하지 않았으며 구원에 대해 긍정적이었다. 윤회 즉 이 세상의 삶 즉 지금 현재의 경험은 궁극적인 자유를 성취하기 위한 기회를 제공하는 것으로 보았다. 세트파의 영지주의 문헌 중 하나인 《조스트리아노스》에서는 다음과 같이 말하고 있다.
너희는 고통을 겪기 위해 (다시 이 세상으로) 온 것이 아니다.
너희를 속박하는 쇠사슬을 끊기 위해 온 것이다.
끊고 자유로워져라. 너희를 속박하는 것이 (반드시) 끊어질 것이다.
— Willis Barnstone, Marvin Meyer (eds.) (2009), 《Gnostic Bible》 [Revised], p.248.
한글 편집자 번역. 괄호는 편집자 주

예수에 대해서도 영지주의자들은 여러 견해를 가졌다. 다수의 영지주의자들은 예수를 지상의 인류를 구원할 수단인 그노시스를 인류에게 가져다 주고 가르치기 위하여, 지복(至福)의 플레로마를 떠나 고통이 가득 찬 물질계에 탄생하는 희생을 기꺼이 감수한 존재로, 지고한 존재의 물질적 화신이라 여겼다. 반면 노쯔림과 만다야교 등의 일부 영지주의자들은 예수를 "거짓 메시아"라고 생각했다. 이들은 세례자 요한을 특히 중시하였는데, 이들은 예수가 세례자 요한이 위탁하여 맡긴 가르침들을 타락시켰다고 생각하였다. 어떤 영지주의 가르침에서는 예수가 아니라 아담과 이브의 셋째 아들인 셋이나 마니교의 창시자인 마니를 메시아(구세주)라고 생각하기도 한다. 나그함마디 문서에 포함된 영지주의 문헌들 중의 하나인 《이집트 복음서》에서는 아담과 이브의 셋째 아들인 셋이 예수의 전생들 중의 하나라고 보고 있는데, 물질계라는 감옥으로부터 사람들의 영을 구원하기 위해 셋이라는 메시아로 현현하였던 것처럼 동일한 목적을 위해 다시 예수라는 메시아로 현현하여 나타난 것이라고 보고 있다. 한편 정통파 기독교의 정경 중 하나인 마태복음 11:14에 나오는 진술의 문자 그대로 영지주의자들도 세례자 요한이 메시아로서의  예수의 길을 준비하기 위해 윤회한 또는 화신한 예언자 엘리야라고 말하고 있다.  또한 영지주의자들은 예수의 생애에 대해서도 정통파 기독교와는 다른 견해를 주장하였는데, 예를 들어, 현존하는 대표적인 영지주의 성전(聖典)들 중의 하나인 《피스티스-소피아》에 따르면, 예수는 십자가에 못박히고 부활한 다음 하늘로 승천하여 지상을 완전히 떠난 것이 아니라, 이 일시적 승천 후 다시 지상으로 와서는 지상에서 자신의 제자들을 11년간을 더 가르쳤는데 그 가르침은 첫 번째 신비(First Mystery)를 완전히 알 수 있게 하는 가르침(그노시스), 즉, 플레로마(에덴 동산)로 되돌아 갈 수 있게 하는 직접적인 가르침, 달리 말해, 이 세상으로의 윤회를 벗어나게 하는 구체적인 지식과 수행법이었다고 전하고 있다.
오랫동안 많은 학자들이 영지주의 운동은 기독교의 한 분파로서 시작되었다고 생각하였다. 그러나 예수 탄생 이전, 즉 서력기원의 몇 세기 전에도 영지주의 체계의 자취가 존재하였다는 다른 학설이 제기되었다. 영지주의 운동은 3세기에 이르기까지 로마 제국과 고트족의 점령지, 또 사산 조 페르시아의 영토 등, 지중해 세계와 중동으로 전파되고 발전하였다. 그러나 니케아 공의회와 여타 다른 칙령들을 통해 기독교 보편교회가 로마 제국의 국교가 되었고 알렉산드리아 도서관이 파괴되는 등의 일이 있었던 4세기에는 보편교회의 탄압으로 그 세력이 크게 위축되었다. 이 시기에 영지주의 문헌들의 거의 대부분이 파괴되어 사라졌으며, 영지주의 반대자들이 영지주의를 논박하기 위한 문헌의 근거 자료로 소수의 단편들만이 살아남았다. 나그함마디 문서가 발견된 1945년까지 영지주의 연구자들은 이러한 2차 자료들을 토대로 추론에 근거한 연구를 하는 수밖에 없었다. 4세기 이후에는 많은 수의 영지주의자들이 이슬람교로 개종하였으며, 남아 있는 유럽의 영지주의자들도 알비 십자군의 활동으로 인해 그 수가 크게 감소하였다. 그러나 소수의 만다야교 공동체들이 현대에도 남아 있다.
영지주의 사상은 19세기 후반과 20세기 유럽과 북아메리카에서 있었던 많은 밀교적 · 신비주의적 운동의 철학에 큰 영향을 끼쳤다. 이들 중 일부는 자신들을 고대에 있었던 영지주의 운동의 부활 또는 연속이라고 생각한다. 1945년에 발견된 나그함마디 문서에 포함된 영지주의의 1차 문헌들은 영지주의와 초기 기독교에 대한 학자들의 이해에 있어 근본적인 변화를 가져왔다.

## 영지주의의 특징과 체계

### 주요 특징
영지주의 체계는 다음과 같은 전형적인 특징들을 가진다.

#### 지고한 모나드적 근원
영지주의자들은 심원하고 무한한 지고한 모나드적 근원 또는 신성(神性)이 존재한다고 믿는다. 이 지고한 존재 또는 최고신은 모나드, 플레로마 또는 뷔토스 등으로도 불린다. 나그함마디 문서에서 발견된 대표적인 영지주의 문헌들 중 하나로 오늘날의 학자들에 의해 가장 중요한 영지주의 문헌으로 평가받고 있는 《요한의 비밀 가르침》에서는 이 지고한 존재에 대해 예수가 다음과 같은 가르침을 요한에게 전했다고 말하고 있다:
The Monad [is a mo]narch[y with]out anything existing over it. [It exists as the God] and Father of the [A]ll., the [invisi]ble which dwells above [the All, ...] ... It cannot be [limi]ted because there is nothing [before It] to limit It. .... It is [the immeasurable light,] which is pure, [holy, and unpolluted.] ... (It does) [not] (exist) in per[fection], blessed[ness, or] divini[ty] but It is [far] superior (to these). It is neither corporeal [nor in]corporeal. [It] is not large or small. [It is not] such that one could [say] that It has quantity or [quality]. ...  For It is a vastness. [It possesses the immeasurable [simpli]city. [It is] an aeo[n gi]ving aeon, life giving [life, a ble]ssed one giving blessedness, a knowledge giving understanding, a goo[d one giving] goodness. It is mer[cy giving] mercy and salvation. It is grace giving grac[e].
모나드는 그것을 지배하는 그 어떤 것도 없는 그런 군주이다. 모나드는 최고신으로서, 만물의 아버지로서, 만물 위에 거주하는 불가시의 존재로서 존재한다. ... 모나드는 한계 지을 수 없는데 모나드를 한계 지을 수 있는 그 무엇도 모나드 이전에 존재하지 않기 때문이다. ... 모나드는 순수하고 신성(神聖)하며 오염이 없는 무한한 빛이다. ... 모나드는 완전 · 축복 · 신성(神性) 속에 존재하지 않는다. 모나드는 이것들을 훨씬 뛰어넘은 존재이다. 모나드는 유(有: 유형)도 무(無: 무형)도 아니다. 모나드는 큰 것도 작은 것도 아니다. 모나드는 이런 크기라고 말할 수 있는 것이거나 또는 이런 특질이라고 말할 수 있는 것이 아니다. ... 이는 모나드가 광대무변(廣大無邊, vastness)하기 때문이다. 그러나 모나드는 무한한 단순성을 가지고 있다. 모나드는 아이온들을 낳는 아이온이며, 생명을 주는 생명이며, 축복을 주는 축복이며, 지식을 주는 지식이며, 선을 주는 선이며, 자비와 구원을 주는 자비이며, 은총을 주는 은총이다.— 마이클 발트슈타인 & 프레드릭 비세 공역, 렌스 오웬스 편집.
《요한의 비밀 가르침(The Apocryphon of John)》, 긴 버전. 2015년 10월 3일에 확인.

#### 하위신들의 발출
영지주의 체계에 따르면 지고한 모나드적 근원으로부터 발출을 통해 나타나는 하위의 신적인 존재들인 아이온들이 있다. 이들은 신이지만 동시에 자신들이 분리되어 나온 근원인 지고한 신성의 속성들이라 할 수 있다. 이러한 신적인 존재들의 점차적인 발출은 전체 구조의 하부로 내려갈수록 그 존재들이 궁극적인 근원으로부터 점차적으로 멀어지는 것으로 이해되는데, 이에 따라 아래로 내려갈수록 신성의 구조에 불안정성이 초래된다고 여겨지기도 한다.

#### 물질계의 창조신인 데미우르고스
영지주의 체계에는 물질계, 즉 물질로 이루어진 우주를 창조하는, 지고한 존재와는 별개의, 독립적 창조자인 데미우르고스가 있다. 이는 환영이자 유일한 근원으로부터 가장 늦게 분리되어 나온 존재이다. 이 두 번째 신은 하위의 신이며, 열등하거나 거짓된 신이다. 많은 영지주의자들은 이 창조신을 플라톤주의자들이 사용하던 그리스어 낱말에서 따와 '데미우르고스'(demiourgós, 그리스어: δημιουργός)라 불렀다. 데미우르고스의 원래 의미는 공공 작업자를 뜻하며, 작업 또는 에너지, 숙련된 작업자, 대중의 신, 또는 거짓 신을 뜻하기도 했다.
데미우르고스의 탄생은 우주에, 특히 물질계와 관련하여, 어떤 의도하지 않은 커다란 부정적인 사건이 일어나 신성의 구조 즉 우주의 구조에 이전에 없었던 큰 불안정성 또는 무질서가 생겼다는 것을 의미한다. 특히 '지혜(소피아)'에 큰 문제가 생겼다는 것을 의미한다. 《요한의 비밀 가르침》에서는 데미우르고스의 탄생을 다음과 같이 신화적으로 묘사하고 있다.
그리고 에피노이아(Epinoia: Thought, 생각, Purpose, 목적, 의도; 소피아의 영 즉 에센스)의 소피아(Sophia: 지혜)는 [...]가 나타나게 되었다. 그리고 [...] 불완전하고 소피아의 모습과는 다른 어떤 존재가 소피아로부터 나왔다. 이 존재가 불완전하고 소피아와는 다른 모습이었던 이유는 소피아가 이 존재를 그녀의 배우자 없이 (즉, 불균형의 상태에서) 창조하였기 때문이었다. 이 존재는 자신의 어머니를 닮지 않고 (즉, 균형된 지혜의 존재가 아니고) 그녀와는 다른 모습을 하고 있었다.

아브라삭스(Abraxas)와 크누피스(Chnuphis): 아브라삭스가 새겨진 보석의 앞면과 뒷면

그리고 소피아가 자신의 욕구의 결과물을 보았을 때, 이 존재는 사자의 얼굴을 한 뱀(lion-faced serpent: 크누피스, 옆의 그림 참조, cf. 레온토세팔린)의 모습으로 바뀌었다. 그리고 이 존재의 두 눈은 섬광을 발하는 번갯불과 같았다. 소피아는 그녀 자신으로부터 떨어지게끔 이 존재를 바깥으로 내던져버렸다 (즉, 플레로마에 거주할 자격이 없으므로 데미우르고스가 플레로마에서 물질계로 내쫓겼다). 이것은 불멸의 존재들 중 그 어느 누구도 이 존재를 보지 못하게 하기 위한 것이었는데 소피아가 이렇게 한 것은 그녀가 이 존재를 무지 속에서 (즉, 배우자 없이, 불균형의 상태에서) 창조하였기 때문이었다.— 마이클 발트슈타인 & 프레드릭 비세 공역, 
렌스 오웬스 편집.
《요한의 비밀 가르침(The Apocryphon of John)》, 
긴 버전. 2013년 2월 8일에 확인.

#### 데미우르고스의 성격
영지주의의 데미우르고스는 플라톤의 《티마이오스》와 《국가》에 나오는 존재들과 유사성이 있다. 《티마이오스》에서 데미우르고스는 중심적인 존재로 물질계를 창조하는 자애로운 창조자인데, 물질의 허용 한도 내에서 우주를 자애롭게 만드는 존재로 묘사되고 있다. 《국가》에 나오는 소크라테스의 영혼(사이키) 모델에서 욕망이 사자의 모습으로 묘사되고 있는데 이 대목은 영지주의에서 데미우르고스가 사자의 형상으로 묘사되는 것과 유사하다. 그리고 이러한 묘사와 관련 있는 《국가》의 구절들이 나그함마디 문서에 있는 주요 영지주의 문헌들 중 하나에서 발견되었다. 이 문헌에는 데미우르고스를 사자 얼굴을 한 뱀으로 묘사하는 텍스트도 존재한다. 이 문헌을 포함한 다른 여러 문헌에서 데미우르고스를 얄다바오트(Yaldabaoth), 사마엘(아람어: sæmʕa-ʔel, 눈먼 신), 또는 사클라스(Saklas, 어리석은 자)라고도 칭하는데, 이 명칭들은 데미우르고스가 지고한 신성에 대해 무지한 존재이거나 때로는 지고한 신성에 반하는 존재라는 것을 뜻한다. 후자의 반하는 존재인 경우 데미우르고스는 악의적인 존재가 되는데 이것은 《국가》에서 묘사하고 있는 데미우르고스와는 상반된 성격의 존재이다. 즉, 영지주의자들은 플라톤 철학의 데미우르고스를 물질계 창조신으로 차용하지만 자신들의 신학 체계에 맞게 재구성하여 전혀 다른 성격과 역할을 부여하고 있다.

#### 영의 장애로서의 데미우르고스
영지주의자의 신학 체계에서 데미우르고스는 플라톤 철학의 자애로운 신이 아니라 불완전한 물질 세상과 그 안에 있는 모든 고통을 초래하는 전제적인 신이다. 영지주의자들은 이러한 성격의 데미우르고스가 아브라함계 종교의 야훼나 이교 즉 그리스 종교의  제우스에 해당하는 창조신이라고 본다. 영지주의 신학 체계에서, 이들은 실재가 아니며 영(누스)으로서의 인간이 만들어낸 구성물 또는 환영이다. 이러한 입장을 가진 이유는 만물은 지고한 창조주로부터 발출되어 나온 것이기 때문에 두 번째 창조주는 필요하지도 중요하지도 않다고 보았기 때문이다. 한편, 영으로서의 인간을 가리는 환영적 존재로서의 데미우르고스는 아르콘이라 불리는 일군의 동료 지배자들을 창조하여 이들로 하여금 물질계를 주재하게 하여 물질계로부터 상위의 세계로 올라가려는 영을 가로막게 한다. 즉, 영지주의자들은 영으로서의 인간 스스로가 만든 데미우르고스와 아르콘들, 즉, 스스로 만들고 강화한 온갖 물질적 환영이 인간 자신의 구원을 가로막는 가장 큰 장애라고 보았다.

#### 영의 장애로서의 물질성
위와 같은 이유로 영지주의자들은 물질계는, 본질적 관점에서 볼 때, 기본적으로 결함이 있는 세계이며 오류를 내재하고 있는 산물인 것으로 본다. 하지만 그 구성 물질들이 허용하는 한도 안에서는 선할 수 있다고 본다. 영지주의자의 일반적인 관점에서 이 세상은 더 높은 수준의 실재 또는 의식, 즉, 영의 하열한 시뮬라크르(이미지)이다. 말하자면, 물질 세계의 열등함은 회화, 조각 또는 수공예 작품이 어떤 대상을 모방한 것일 때의 열등함에 해당한다. 그런데 물질계에 대한 영지주의자들의 이러한 신학적 입장은 특정 분파들의 경우 물질적 존재에 대해 보다 더 금욕주의적인 경향을 가지게 하였다. 그리고 이해와 통찰이 부족하고 성급하여 이러한 경향성이 극단적으로 흐른 분파들의 경우, 영으로서의 인간의 마음이 만든 환영을 악, 즉, 스스로 만들고 스스로 갖혀 있는 감옥으로 보는 것이 아니라 물질계와 육체 그 자체를 죄악시하여 자신들을 옥죄는, 데미우르고스와 그 동료 아르콘들이 만든 감옥 즉 다른 존재에 의해 만들어져 자신에게 강제된 악으로 여기기도 하였다.

#### 인간의 현 상태에 대한 신화적·시적 묘사
이러한 신학적 입장에서, 인간의 현 상태는 신성(영)이 상위의 세계인 플레로마를 상실하고 물질계로 내려와 인간의 육체에 거주하고 있는 것이라는 신화적이고 우주적인 드라마로 설명된다. 영은 구원에 이르는 각성의 과정을 거쳐 상위의 세계인 플레로마로 올라갈 수 있다. 따라서 영지주의 신학에서 구원이란 각 개인에게 내재하는 신성(영)의 복원이다. 그리고 이것이 각 개인의 삶에서 가장 중요한 것일 뿐 아니라, 각 개인의 신성의 복원이 세계가 구원에 이르는 유일한 길이므로, 우주적으로도 가장 중요한 것이라고 본다. 영지주의 운동의 가장 중요한 혁신은 개인의 구원을 우주적으로 중대한 사건으로 끌어올린 것이었다.
위의 특징들은 시리아와 이집트의 영지주의 운동에 한정된다. 이는 마니교와 만다야교 등 페르시아 지역에 있었던 영지주의 운동의 경우 고유의 종교 양식을 가진 것으로 여겨지기 때문이다. 사실 '영지주의 운동'이라는 용어는 시리아와 이집트의 영지주의 운동만을 일컬으며, 페르시아 지역의 영지주의 운동은 느슨히 통칭하여 마니교라고 칭하는 경우가 많다.
영지주의에 대한 위의 개념들은 최근 도전에 직면해 있지만, 이 개념을 통한 영지주의 이해는 다른 것에 비해 가장 보편적이면서 영지주의를 구성하는 현상에 대한 의미있는 논의에 유용한 것임을 스스로 보여주었다. 특히, 신앙과 독립적이며 더 뛰어난 지식인, 영지주의의 핵심 관념인 그노시스는 기독교를 불완전하게 받아들인 많은 사람들로부터 환영받았다. 그 예로, 발렌티누스주의의 신봉자들은 신앙을 '어떤 교의 체계를 진실이라고 받아들이는 행위로서 그 성질상 주로 지적이거나 감성적인 행위'로 생각하였다.
영지주의자들은 다양한 시대에 걸쳐 활동하였다. 이들은 알렉산드리아에서 기원했던 것으로 보이며 4세기까지는 초기 기독교인들과 공존하였다. 영지주의자들에게는 고정된 교회 행정 조직이 없었기 때문에, 종종 새로운 종교가 생겨나거나 이미 존재하는 종교와 영지주의가 뒤섞이는 일이 일어났다. 이러한 현상에 대해 알렉산드리아의 클레멘스는 "...하드리아누스 재위 시기에 이단 교의들의 창시자들이 나타났다. 그리고 이들은 안토니누스 피우스 시기까지 남아 있었다." 고 말했다.
1세기 후반부터 2세기까지의 기간 동안의 영지주의 운동과 정통파 기독교 사이의 관계는 영지주의의 주된 교리를 더 깊이 이해하는 것에서 필수적인 도움을 주는데, 부분적으로는 나그함마디 문서의 발견 이전에 영지주의에 대해 알려진 지식의 대부분은 초기 기독교 교부들의 요약문과 논설에만 남아있다는 사실 때문이다. 이레나이우스는 자신의 논문 《이단 교리에 대한 반박》에서 영지주의 운동이 모든 도덕률을 개인의 변덕에 맡기고 있으며 어떤 고정된 형태의 신앙 규칙을 만드는 것도 불가능하게 한다고 주장한다. 그에 따르면, 영지주의의 분파 중 하나인 카인파는 기독교의 다른 교리보다 더 위대하고 숭고한 지식을 전한다고 주장하였으며 카인이 지고한 신으로부터 권능을 받았다고 믿었다. 2세기의 교부들 중 하나이며 알렉산드리아 교회의 최초의 주요 인사였던 알렉산드리아의 클레멘스는 자신이 영지주의적 기독교인이면서도 자신의 저서 《스트로마타》를 통해 바실리데스와 발렌티누스의 추종자들을 비판하였다. 그의 비판에 따르면, 이들의 주장은 세례의 유효성을 부정함으로써 이 성스러운 예식에 부여된 선물인 믿음에 어떠한 가치도 부여하지 않았다.

### 이원론과 일원론
영지주의 체계들은 대체로 전형적인 이원론적인 성격을 가졌다. 다시 말해, 영지주의자들은 세상이 두 개의 근본 원리 또는 실체로 구성되어 있다거나, 두 개의 근본 원리 또는 실체를 통해 세상을 설명할 수 있다는 견해를 가졌다. 이에 관해 한스 요나스는 다음과 같이 말하였다. "영지주의의 주요한 특징은 (두 개의 근본 원리 또는 실체가) 신과 세상의 관계를 지배하고, 따라서 (두 개의 근본 원리 또는 실체가) 인간과 세상의 관계를 지배한다는 급진적 이원론이다." 위와 같은 견해를 통해 살펴볼 때, 영지주의의 교의는 마니교의 급진적 이원론으로부터 고전 영지주의 운동의 완화된 이원론에 이르는 이원론의 전 영역을 포괄하고 있었다. 발렌티누스주의의 경우, 이전에 이원론에서 사용되었던 용어들로 표현되어 있으나, 일원론에 가까웠던 것으로 강력하게 추측된다.

#### 급진적 또는 절대적 이원론
급진적 이원론, 또는 절대적 이원론은 동등한 권능의 두 신적인 힘의 존재를 전제한다. 마니교는 빛과 어둠이 각자 자신의 영역에 있으면서 서로 공존하고 있었으나, 어둠의 영역이 자행한 혼란스러운 행위 때문에 두 영역이 갈등에 휘말리게 되었으며, 이 결과 빛의 영역의 일부 요소가 어둠의 영역에 갇히게 되었다고 보며, 물질 우주가 창조된 목적은 마침내 빛의 영역이 어둠의 영역에 대해 승리를 거둘 때까지 어둠의 영역에 갇혀 있는 요소들을 빼내는 느린 과정을 시행하기 위해서라고 생각한다.

마니교는 조로아스터교의 한 분파인 주르반교로부터 이러한 이원론적인 신화 또는 교의를 이어 받았다. 주르반교에서는 영원한 영인 아후라 마즈다가 자신의 안티테제인 앙그라 마이뉴와 우주적인 전쟁을 벌이고 있으며 이 전쟁은 최종적으로 아후라 마즈다의 승리로 끝날 것이라고 생각한다.
만다야교의 창조 신화에서는 지고한 빛의 존재가 발출물들을 점차적으로 발출하였다고 말하고 있다. 그리고 발출물들이 점차적으로 발출되면서 그만큼 점차적으로 타락해갔으며 최종적으로 어둠의 신인 프타힐이 출현하게 되었다고 한다. 그리고 프타힐은 물질 세계를 창조하는 데에 관여하였으며 이 이후 물질 세계를 지배하게 되었다고 말한다.
일반적으로, 특히 페르시아의 영지주의 학파들에서 발견되는 영지주의적 사고는 물질 세상이 어둠의 힘들이 주입시킨 일종의 악의적인 독극물에 해당하며, 어둠의 힘은 그 안에 갇힌 빛의 원소들이 어둠 속에서 빠져나가지 못하도록 하기 위해, 다시 말해 이들이 술에 취한 것과 같은 정신착란 상태에서 무지한 상태에 그대로 놓여 있게 하기 위해 이를 계속 주입하고 있다는 믿음을 포함한다.

#### 완화된 이원론
완화된 이원론(Mitigated Dualism)에서는 서로 대립하는 두 원리들 중의 어느 하나가 어떤 방식이건 간에 다른 하나보다 열등하며 또한 그보다 하위에 있다. 세트파(Sethians)와 같은 고전 영지주의 운동들에서는 물질 세상은 자신들의 헌신의 대상인 참된 신이 아니라 하급의 신에 의해 창조된 것이라고 보았다. 이들은 영적 세상은 물질 세상과는 완전히 다른 세계인 것으로 여겼다. 영적 세상은 참된 신과 함께 하는 아주 광대한 영역인데 깨달음을 얻은(enlightened) 사람들이 거주하는, 영혼의 진정한 고향이라고 여겼다. 이러한 입장을 가진 결과, 해당 영지주의자들은 세상에 있는 동안 자신들이 자신의 진정한 고향에서 떨어져 있다는 예리한 소외감을 느끼고 표현하였다. 또한, 자신들이 가졌던 견해의 논리적 귀결로서, 이들 영지주의자들이 추구하였던 목표는 자신들의 영혼이 물질 세상이 부여하는 제한을 극복하여 빛의 세계(Pleroma = 플레로마)로 되돌아가는 것이었다.

#### 제한적 일원론
제한적 일원론(Qualified Monism)에서는 두 번째 원리 또는 실체가 신적인 존재인가 아니면 반쯤 신적인 존재인가 하는 점에서 논쟁의 소지가 있다. 영지주의 신화의 발렌티누스주의의 버전에 들어 있는 여러 내용들을 살펴보면, 발렌티누스주의는 우주를 이원론적인 관점이 아니라 일원론적인 관점에서 이해하고 있었다는 것을 시사한다. 일레인 페이절스(Elaine Pagels)는 '발렌티누스주의는 [...] 이원론과는 본질적으로 다르다'라고 하였다. 한편, 쉬오에델(Schoedel)은 '발렌티누스주의와 이와 유사한 영지주의자들의 교의를 해석함에 있어서 표준이 되는 요소는 이들이 근본적으로 일원론에 속한다는 인식이다'라고 하였다. 발렌티누스주의와 이와 유사한 영지주의자들의 신화들에서는 데미우르고스의 악의성이 완화되어 있다. 데미우르고스에 의해 창조된 물질 세상이 결함을 가지게 된 것은 데미우르고스가 도덕적으로 타락했기 때문이 아니라 데미우르고스로서는 알고 있지 못한 상위의 원리들 또는 존재들에 비할 때 데미우르고스가 상대적으로 불완전하기 때문이었다. 이러한 견해를 가졌기 때문에, 발렌티누스주의자들은 물질적 현실에 대해 세트파보다는 보다 덜한 경멸감을 가지게 되었다.
발렌티누스주의의 전통은 물질 세상을 신으로부터 독립된 영역이나 실체로 보지 않았으며, 데미우르고스가 가진 '인식 능력 자체의 결함 또는 오류(error of perception)'에 기인하여 발생된 창조물이라고 보았다. 이러한 점은 물질 세계의 창조라는 행위 속에서 신화적으로 그리고 시적으로 상징되어 있다.

### 도덕 및 의식(儀式)
영지주의자들의 도덕성에 대한 문제는 동시대인들의 주장들이 담긴 문헌들을 면밀히 살펴봄으로써만 해결될 수 있다. 많은 기독교 저술가들이 몇몇 영지주의 교부들은 물질적 욕망들을 꺼리낌 없이 탐닉하면서 이와 동시에 물질 세상을 의도적으로 피할 것을 주장한다고 비난하였다. 그러나 기독교 저술가들의 이러한 주장들이 정확한 것인지는 의심할 만한 충분한 이유가 있다.
원천 문헌들 속에 들어 있는 증거들에 따르면, 영지주의자들의 실천 윤리는 일반적으로, 그리고 대체적으로 금욕주의적이었다. 그리고 영지주의자들의 금욕주의적인 태도는 성적 행위들과 음식과 관련하여 가장 뚜렷하게 나타났다. 많은 영지주의 수도사들은 자발적으로 음식, 물, 또는 생활에 필수적인 것들 없이 지내곤 하였다. 영지주의자들의 이러한 금욕주의적 태도는 영지주의 운동을 이단으로 보고 이에 관한 글을 썼던 이단 연구자들에는 곤란한 문제거리가 되었는데, 그 이유는 이러한 금욕주의적 태도는 자신들이 선호하고 지지하는 태도였기 때문이었다. 그래서 기독교 교부들은 자신들의 신학적 반대자들의 행위들에 대해 지지를 표명해야 하는 상황에 처하게 되었다. 현대의 몇몇 영지주의 옹호자들의 추론에 따르면, 기독교 교부들은 이러한 상황을 피하기 위하여 충분한 증거 없이 영지주의자들을 자유분방주의(libertinism, 방탕주의)라고 비방함으로써 자신들로서는 곤란한 문제를 피하는 이단 연구자들이 공통적으로 취하는 접근법을 사용하였다. (몇몇 경우, 과도하게 근거 없는 주장을 펼치곤 하였다. 카인파를 참조하시오.) 또는 이단 연구자들은 영지주의자들의 금욕주의는 성경에 대한 잘못된 해석에 기반한 금욕주의라고 설명하거나, 또는 간단히 이들의 금욕주의적인 태도는 사기일 뿐이라고 설명하였다. 에피파니우스의 '아르콘주의(Archontics)'에 대한 글에는 이러한 한 예가 들어 있다. "이들 중 어떤 사람들은 방탕과 유흥으로 자신의 몸을 마친다. 다른 사람들은 수도사라는 가면을 쓰고 겉으로 단식하는 체하거나 일종의 금욕을 행하고 있음을 과시하여 단순한 사람들을 속인다."
성적인 행위와 음식을 제외한 다른 것들에 대해서는, 영지주의자들은 덜 금욕적인 태도를 취하였고, 바른 행동으로 나아감에 있어 보다 중용적인 접근법을 취했다. 프톨레마이오스(Ptolemy: fl. c. 180)의 《플로라에게 보낸 편지》에는 각 개인은 자신의 도덕적 경향과 이성적 판단에 따라 금욕적인 행위를 해야 한다는 일반적인 금욕주의를 제시하고 있다:
신체적인 외적인 단식을 우리의 추종자들도 행하곤 합니다. 왜냐하면 이성—로고스(logos)—적인 판단과 태도를 가지고서 단식을 하게 되면 단식은 영혼에게도 어떤 이익을 가져다 주기 때문입니다. 단식은 결코 다른 사람들로 하여금 강제로 하게 하거나, 또는 관습에 따라 하거나, 또는 특별한 날이어서 하거나 할 일은 아닙니다. 단식을 이러한 것들을 위해 특별히 마련된 지정된 행위라고 여겨서는 안 될 것입니다.— 프톨레마이오스, 《플로라에게 보낸 편지》

위 인용문은 영지주의자들의 견해가 당시의 정통파 기독교, 즉 보편교회의 견해와는 완전히 달랐다는 것을 보여준다. 당시에 보편교회는 기독교인들이 취할 바른 행위는 사도들을 통해 교회의 주교들에게로 전해진 보편교회라는 중앙집권적인 권위에 의해 관리되고 제정되는 것이 가장 좋다는 견해를 가졌다. 반면, 영지주의자들은 개인의 내면적인 경향 또는 판단이 가장 중요하다는 입장을 가졌다. 또한 이 인용문에는 의식(儀式)은 비록 그 제정 의도가 아무리 좋은 것이라 할지라도 외적으로 취해야 하는 행위가 개인의 내면적인 동기와 일치되지 않은 경우 아무런 의미나 효과가 없다는 인식이 들어 있다. 이러한 영지주의적인 견해는 성경에 대한 개개인의 해석을 중시하는 개신교의 관점들에 반영되어 있으며, 그리고 개신교의 개인주의적인 관점에도 반영되어 있다
영지주의자들이 자유분방주의의 입장을 가졌고 또 이를 행하였다는 비난은 이레나이우스의 저작들이 그 시원지이다. 이레나이우스는 시몬 마구스가 도덕적 자유주의 학파, 즉 무도덕주의(amoralism)를 창시했다고 말하였다. 그리고 이레나이우스는 시몬 마구스를 영지주의의 시원자라고 하였다. 그리고 시몬 마구스는, 사도행전 8:9-24에서 나오는, 사도 성 베드로로부터 사제로서의 신권(神權)을 부여하는 성품성사(聖品聖事)의 권위를 돈으로 사려 했던 사람이라고 말하였다. 영지주의가 자유분방주의를 취했다는 주장과 관련하여, 이레나이우스는 시몬 마구스가 자신과 그의 부인인 헬렌을 믿는 사람들은 자신들이 '바른 행위들'을 하기 때문에 구원받는 것이 아니라 시몬 마구스 자신의 '권능(grace, 은총)'에 의해 구원받게 된다고 주장하였으며, 따라서 이제 더 이상 성경의 예언자들의 말이나 도덕적인 권고를 쫓아 스스로를 힘들게 할 필요가 없으며 '각자 하고자 원하는 대로' 마음대로 자유로이 행하면 된다고 주장하였다고 말하고 있다.
시몬 마구스가 자신의 부인인 헬렌에게 특히 집착하였다는 점을 제외하고는, 그가 실제로 행했다고 하는 어떤 방탕한 행위도 알려진 바가 없다. 그리고 전형적으로 상대를 헐뜯는 말이나 글에서 보듯이, 헬렌은 매춘부라고 일컬어지고 있었다. 그러나, 시몬 마구스의 추종자들이 결혼을 하였으며 자식들을 가졌다는 명확한 증거가 《진리의 증언》(Testimony of Truth)이라는 나그함마디 문서에서 발견된 문헌에 들어 있다. 이 증거에 따를 때, 시몬 마구스를 비롯한 영지주의자들이 금욕주의자를 가장하면서 방탕한 생활을 하였다는 비난은 그 근거가 희박한 것이라 할 수 있다.
발렌티누스주의자들에 대해 이레나이우스는 이들이 시몬 마구스의 최종 계승자들이라고 말하고 있다. 그리고 이들은 음식에 관해서는 느슨한 입장을 가졌으며('우상들에게 바친' 음식을 먹었으며), 성적으로 난교를 행하였으며('육체의 욕망에 지나치게 몰두하였으며'), '자매들'로 받아들인다는 미명 하에 여러 명의 부인을 두는 죄를 저지른다고 말하였다. 마지막 사항에 대해, 마이클 앨런 윌리엄(Michael Allen Williams)은 타당성이 있어 보이는 주장을 펼쳤는데, 그는 이레나이우스가 한 말은 대체적으로 맞는 말이지만 이레나이우스는 그런 모습이 나타나게 된 원인에 대해서는 이해하지 못하고 있었다고 주장하였다. 마이클 앨런 윌리엄은 종교 단체의 구성원들이 함께 살면서 서로를 '형제' 또는 '자매'라고 부르는 것이었을 수 있으며 또한 이들은 서로 친숙하게 지내지만 성적인 교제를 가진 것은 아닐 수 있다고 주장하였다. 그러나 시간이 지나면서 이러한 균형된 태도를 유지하기 위해서는 점점 더 많은 노력이 필요하게 되었고 그 결과 이레나이우스가 비난하는 일이 일어나게 되었을 수도 있다고 주장하였다.
또한, 이레나이우스는 발렌티누스주의자들이 신방의식(Bridal Chamber)이라는 의식을 행한다고 말하였다. 이레나이우스는 이 의식에서는 성교가 행해졌는데, 발렌티누스주의자들은 이 성교는 플레로마를 구성하는 시즈지들(syzygies)의 쌍들의 활동과 유사한 것이라고 주장한다고 말하였다. 그러나, 발렌티누스(c.100 - c.160/180)가 보편교회에 비해 보다 남녀평등적인 입장을 가졌으며 성별에 대해 보다 덜 엄격한 생각을 가졌지만(발렌티누스는 여성이 사제가 될 수 있게 하였다), 신방의식(Bridal Chamber)에서 실제로 성교를 행하는 의식이 있었는지 혹은 인간의 성행위를 단순히 은유적인 의미의 상징으로 사용했을 뿐인지에 대해서는 알려진 바가 없다.
카르포크라테스파(Carpocratians)에 대해서도, 이레나이우스는 거의 같은 내용을 말하고 있다:
이들은 무모함에 빠져서는 사악하며 (반종교적이며) 불경한 것이라 할지라도 그 무엇이건 행할 수 있으며 또 그런 힘이 있다고 주장한다 ... 이들은 행위란 인간의 관점에서 볼 때 선이나 악일 뿐이라고 말한다.

이 말에서는 개인의 행위와 그 개인이 한 영지주의 체계를 준수함으로써 받게 되는 권능(grace, 은총)을 구별하고 있음이 다시 감지된다. 이것이 모든 영지주의자들에게서 공통적으로 발견되는 태도인지, 아니면, 단순히 이레나이우스가 영지주의 분파에 상관없이 무차별적으로 사용하는 비난인지는 확실하지 않다.
전체적으로 볼 때, 영지주의자들은 금욕주의적 태도를 가졌던 것으로 보인다. 이 말은 영지주의자들의 금욕주의적 태도가 표리부동한 행위라는 이단 연구자들의 비난을 액면 그대로 받아들일 수는 없다는 것을 의미한다. 또한 영지주의자들이 무도덕적인 자유분방주의의 입장을 가졌고 또 이를 행하였다는 유사한 비난에 대해서도 마찬가지라는 것을 의미한다. 나그함마디 문서에는 방종하거나 탐닉하지 말고 절제하고 금욕할 것을 권하는 굉장히 많은 구절들이 있다. 그렇기는 하지만, 영지주의 운동들은 근본적으로는 '두 가지 길이라는 고대로부터 내려온 태도'를 취한 것으로 보인다. '이 태도는 바른 것을 행할 것인지 아닌지의 결정을 개인의 노력에 맡기고, 바른 것을 행하는 노력을 한 사람에게는 그에 따른 보답이 있을 것이며 그런 노력을 등한히 한 사람에게는 그에 따른 벌이 있을 것이라고 말하는 태도이다.'

## 역사

### 시리아-이집트의 영지주의 역사
벤틀리 레이턴(Bentley Layton)은 자신의 저서 《영지주의 경전》(The Gnostic Scriptures, 1987, 런던, SCM Press)의 서문에서 다양한 영지주의 운동들 사이의 관계를 개략적으로 서술하고 있다. 이 모델에 따르면, 고전 영지주의(Classical Gnosticism)와 토마스파(The School of Thomas)는 발렌티누스보다 시대적으로 앞선 분파들이었으며 발렌티누스의 사상의 형성과 발달에 영향을 끼쳤다. 발렌티누스는 알렉산드리아와 로마 두 곳에 자신의 영지주의 학교를 설립하였다. 벤틀리 레이턴은 발렌티누스를 대 영지주의 개혁가이자 영지주의의 발전에 있어 초점이 되는 인물이라고 하였다. 자신이 태어난 곳인 알렉산드리아에 거주하던 동안 발렌티누스는 영지주의 교사인 바실리데스를 만났으며 그의 영향을 받았을 것으로 여겨지고 있다.
| 알렉산드리아로마class=notpageimage\| 이집트의 알렉산드리아와 이탈리아의 로마 |

발렌티누스파는 기원후 초기 몇 세기 동안 번영하였다. 발렌티누스의 생존 시기는 기원후 100년~160년/180년경이었음에도 불구하고, 기원후 388년에 작성된 이단 목록에 발렌티누스가 포함되어 있다. 이는 아마도 발렌티누스가 아니라 그의 후예들을 의미한 것으로 보인다. 또한, 아주 많은 사람들이 발렌티누스파를 따랐던 것으로 알려지고 있다. 발렌티누스파의 핵심적인 신화의 여러 버전들이 알려져 있다. 그리고 "외부인들의 보고에 따를 때 발렌티누스파가 활발한 지적 활동을 했다는 것은 분명하다". 발렌티누스의 제자들은 자신의 스승으로부터 받은 가르침들을 더 정교하게 만드는 작업을 하였는데, 이는 발렌티누스파가 활발한 지적 활동을 했다는 또 다른 증거가 된다. 예를 들어 프톨레마이오스를 통해 지금까지 전해져 내려오는 영지주의 신화 버전이 있다. 하지만 발렌티누스의 제자들이 어떤 부분들을 수정하였으며 얼마나 수정하였는지에 대해서는 원본에 해당하는 자료가 존재하지 않으므로 현재의 자료들로서는 알 수가 없는 상태이다.
발렌티누스파는 여러 시리아-이집트 영지주의파들 중에서 가장 정교하며 가장 철학적으로 엄밀한(dense) 형태의 분파라고 할 수 있다. 하지만 이것은 발렌티누스파가 다른 분파들이 자신들의 추종자들을 끌어들이는 것을 금했다는 의미가 아니다. 당시에 많은 사람들이 바실리데스파를 따랐으며 바실리데스파는 이집트에서 4세기까지 존속하였다.
시모네 페트리먼트(Simone Petrement)는 자신의 저서 《분리된 신》(A Separate God)에서 영지주의의 기원은 기독교라고 주장하였다. 그녀는 발렌티누스파가 바실리데스파보다는 후대의 분파이지만 세트파보다는 선대의 분파라고 주장한다. 시모네 페트리먼트의 주장에 따르면, 발렌티누스는 초기의 헬레니즘화된 교사들의 반(反)유대교적 성격이 보다 완화된 형태의 교의를 가졌다. 그 예로, 발렌티누스파에서는 유대교의 신 즉 구약 성경의 신에 해당하는 데미우르고스를 악한 존재라기 보다는 무지한 존재인 것으로 묘사하고 있다고 시모네 페트리먼트는 주장하였다.

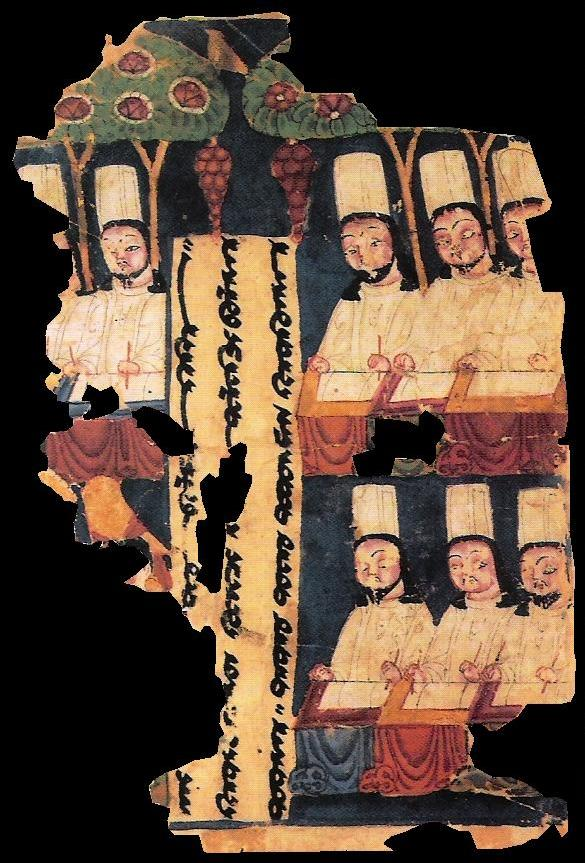
책상에 앉아 글을 쓰고 있는 마니교 사제들: 소그디아어(Sogdian)로 글이 새겨진 서판이 가운데에 있다. 타림 분지의 코초(高昌, Khocho, 고창)에서 발견된 사본

### 페르시아 영지주의의 역사
쿠르트 루돌프(Kurt Rudolph)는 자신의 저서에서 고대 이란 지역, 즉 페르시아의 영지주의파는 시리아-이집트의 나스틱파와는 다른 전통이라는 견해를 주장하였다.
그에 따르면 기원후 5세기에 사산 제국(226~651) 시대의 페르시아에서는 마니교(fl. 3~8세기)를 금지하였지만 그 때는 이미 마니교가 동쪽과 서쪽으로 널리 퍼진 상태였고 다른 지역으로의 계속적인 확산을 막기에는 이미 늦은 시기였다. 서쪽으로는, 마니교의 가르침은 시리아, 북아라비아, 이집트 그리고 북아프리카로 전파된 상태였고, 예를 들어, 북아프리카에서 태어났던 아우구스티누스는 373~382년 동안 마니교의 신자였다. 이 후 마니교는 시리아로부터 계속 확산되어 팔레스타인, 소아시아 그리고 아르메니아로 전파되었다. 기원후 4세기의 로마와 달마티아에서 마니교인들이 있었다는 증거가 있으며 또한 골과 스페인에도 마니교인들이 있었다는 증거가 있다. 마니교는 로마 제국의 특권 계급들과 논객들로부터 공격받았다. 하지만 마니교는 기원후 6세기까지 널리 믿어지고 있었으며, 중세의 바오로파(Paulicians: fl. 650~872), 보고밀파(Bogomils: b. 927-970) 및 카타리파(Cathari: b. 11세기, fl. 12~13세기)의 출현에도 영향을 끼쳤다. 그러나 마니교는 결국 보편교회에 의해 이단으로 단죄되어 완전히 사라지게 되었다.
쿠르트 루돌프의 설명에 따르면, 기독교와 조로아스터교에 의한 종교적 독점 상태가 발생기의 이슬람교(b. 7세기)에 의해 깨뜨려지고 있던 상황에 힘입어 마니교(fl. 3~8세기)는 동쪽에서 크게 번성할 수 있었다. 이슬람교의 정복기(Muslim conquests: 632~732)의 초기 시기 동안 마니교는 페르시아(지금의 이란)에서 신자들을 끌어들일 수 있었는데 이들 대부분은 교육받은 계층의 사람들이었다. 하지만 마니교가 가장 번성한 곳은 중앙아시아였는데, 마니교는 지금의 이란을 통해 중앙아시아로 전파되었다. 중앙아시아에서 마니교는 기원후 762년에 위구르 제국(742~848)의 국교가 되었다.
|  |  |

## 주요 분파들과 성전(聖典)들
한 분류법에 따르면 영지주의 학파들은 크게 '동부' 즉 '페르시아'의 학파들과 '시리아-이집트'의 학파들로 나눌 수 있다. 페르시아의 학파들은 이원론적인 경향성이 더 뚜렷한데, 이는 페르시아의 조로아스터교의 주르반파(Zurvanist)의 영향을 강하게 받았다는 것을 보여준다. 시리아-이집트 학파들은 페르시아 학파들보다는 더 일원론적인 견해를 가졌다. 이러한 대체적인 경향성들과는 달리 일원론와 이원론을 모두 포함하는 학파들도 있었다. 이런 예외적인 학파들로는 카타리파(Cathars: AD 11세기에 시작. fl. 12-13세기), 보고밀파(Bogomils: AD 927-970에 시작), 그리고 카르포크라테스파(Carpocratians: fl. AD 2세기)가 있는데, 이들은 자신들만의 독특한 분류에 속한다.

### 페르시아의 영지주의

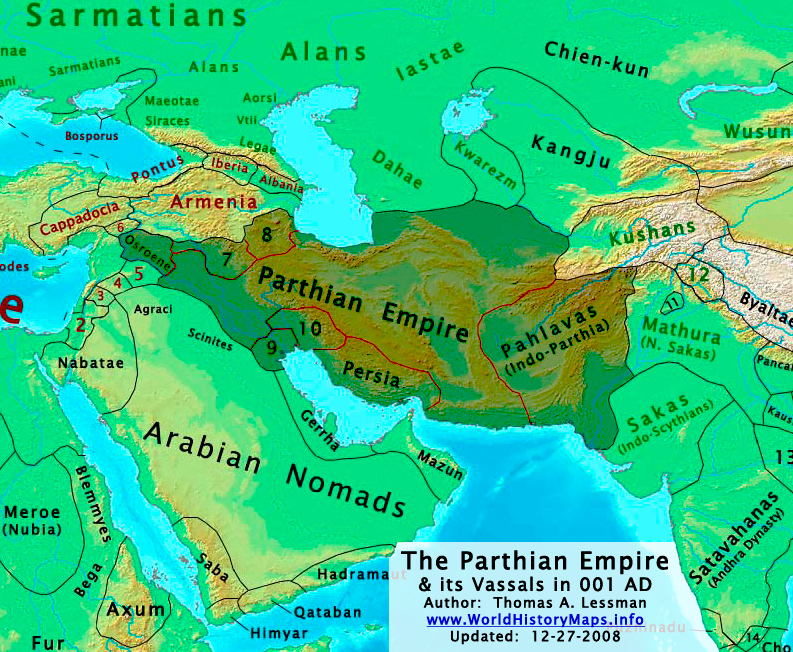
AD 1년의 파르티아 제국(Parthian Empire: BC 247 - AD 224)

페르시아 학파들, 즉, 고대 이란 지역의 학파들은 바빌론을 중심으로 하는 서페르시아 지방에서 나타났다. 시대적으로 파르티아 제국(BC 247 - AD 224)에 해당하는 것으로 여겨진다. 이 학파들의 문헌들은 원래는 당시 바빌론에서 말할 때 사용하던 언어인 아람어 방언들로 쓰여졌다. 페르시아의 영지주의는 영지주의 사상들 중 가장 오래된 사상에 속한다고 믿어지고 있다. 대부분의 연구자들은 페르시아의 영지주의 운동이 기독교나 유대교에서 유래한 종교들이 아닌 그들 자신의 고유한 종교들로 보고 있다.

#### 만다야교
이라크 남부와 이란 남서쪽의 후제스탄 주에는 지금도 소수의 만다야교 신자들이 있으며, 이들은 오늘날에도 만다야교의 수행과 의식을 행하고 있다. 이 나스틱 그룹에게 붙여진 '만다야교(Mandaeanism)'라는 이름은 '만다 드-헤이이(Mandā d-Heyyi)'라는 낱말에서 유래하였는데 이 말의 대체적인 뜻은 "생명의 지식(Knowledge of Life)"이다. 만다야교 영지주의 운동의 정확한 기원은 알려져 있지 않다. 하지만, 최종적으로, 세례자 요한이 만다야교에서 핵심적인 인물이 되었던 것으로 보이는데, 그 이유는 세례가 만다야교의 중심적인 신앙 체계의 일부를 이루고 있으며 또한 강조되고 있기 때문이다. 비록 만다야교와 기독교 간에는 어떤 연결점들이 있기는 하였으나, 만다야교인들은 마니교인들과 마찬가지로 모세나 예수나 무함마드를 믿지 않았다. 따라서 만다야교의 신앙 체계와 수행들은 모세, 예수, 무함마드에서 기원하는 종교들과 공통되는 부분들이 거의 없으며, 따라서 만다야교와 이들 종교들이 혼동되어서는 안 될 것이다. 원래의 만다야교 경전들 중 상당한 양이 현대에까지 전해져 내려오고 있다.
만다야교의 경전은 《겐자 라바(Genzā Rabbā)》라고 알려져 있다. '겐자 라바'의 문자 그대로의 의미는 '대 보물(Great Treasure)'이며 18권 62장, 총 700여 페이지로 되어 있다. 겐자 라바의 일부 내용들은 AD 2세기에 필사된 것으로 학자들에 의해 확인되었다. 또한 《기도 정전(Canonical Book of Prayer)》이라고도 불리는 《콜라스타(Qolastā)》라는 성전(聖典)과 《세례자 요한의 서(The Book of John the Baptist)》라고도 불리는 《시드라 드-이아히아(Sidra ḏ-iahia)》라는 성전(聖典)이 있다.

#### 마니교
마니교(摩尼教, Manichaeism)는 예언자 마니(摩尼, Mani: AD c.210-276)에 의해 창시된 종교로, 완전히 독립적인 종교 운동이었으며 지금은 거의 완전히 사라진 종교이다. 마니교의 문헌들 또는 성전(聖典)들은 대다수가 완전히 상실된 것으로 여겨졌었는데, 일단의 문헌들이 발견되어 마니교를 재조명하는데 도움이 되었다. 이 문헌들은 쾰른 마니 코덱스라고 부른다. 쾰른 마니 코덱스는 현재 독일의 쾰른 대학에 소장되어 있다. 쾰른 마니 코덱스는 예언자 마니의 생애에 대한 내용들과 그의 가르침들과 주장들에 대한 상세한 설명으로 이루어져 있다.
예수 그리스도와의 관련성이 있음에도 불구하고, 마니교는 여러 유대교와 기독교 분파들 중 그 어느 분파와도 신앙 체계와 수행 체계가 일치하지 않았다고 믿어지고 있다. 이는 마니가 다음과 같이 말한 것에서 잘 드러난다:
"참된 신은 물질 세상 즉 물질 우주와는 아무런 관련이 없다." 그러므로, "모세와 (모세의 율법을 따르는) 유대인들과 유대인들의 사제들과 이야기하였던 존재는 다름 아닌 바로 어둠의 군주였다. 그러므로, (지금 시대의) 기독교인들, 유대인들, 그리고 이교도들이 이 신을 숭배할 때, 이들은 (모세와 모세의 율법을 따르는 유대교 사제들이 빠졌던) 동일한 오류 속에 빠지게 된다. 왜냐하면 이 신은 그 자신이 그들—모세와 모세의 율법을 따르는 유대교 사제들—에게 가르쳤던 욕정(欲情, lusts) 속에서 이들—지금 시대의 기독교인들, 유대인들, 이교도들—이 길을 잃고 타락하도록 이끌기 때문이다."

### 시리아-이집트의 영지주의
시리아-이집트의 영지주의 학파들은 자신들의 견해들 중 많은 부분을 플라톤주의로부터 끌어와서 발전시켜 자신들의 견해로 만들었다. 시리아-이집트의 영지주의에서는, 전형적으로, 원초의 모나드적 근원으로부터 일련의 발출물들이 발출되어서 창조가 이루어지며 마침내 이 발출 과정의 마지막 단계에서 물질 우주가 창조된다는 창조론 또는 우주발생론을 가지고 있었다. 이러한 창조론의 논리적 귀결로서, 시리아-이집트의 영지주의자들은 악은 물질이라는 관점을 가졌는데, 이 관점은 악을 선과 동동한 힘을 가진 선에 반대되는 독립적인 힘 또는 원리라고 보기 보다는 악은 선에 비할 때 현저하게 열등한 힘이며 영적인 앎과 선의 결핍이라고 보는 경향성을 가졌다. 이러한 견해를 가진 시리아-이집트의 영지주의자들은 '선'과 '악'을 "무언가를 설명하거나 묘사할 때 사용하는 '상대적인' 용어들"로 사용했다고 말할 수 있다. 이것은 시리아-이집트의 영지주의자들이 선과 악 사이에서 상대적인 곤란과 혼란에 처해 있는 인간이라는 존재를 설명하거나 묘사할 때 선의 원리 또는 근원으로터 극히 멀리 떨어져 있는 상태를 '악'이라고 언급했으며, 또한, 악을 언급함에 있어 인간은 '악한 성품을 태어나면서부터 가지고 있다는 개념'을 주장하지 않으면서도 악에 대해 설명을 했던 것에서 알 수 있다.
아래에서 볼 수 있는 바와 같이, 시리아-이집트 영지주의자들 중 많은 분파들이 기독교와 관련된 원천 문헌들을 가지고 있었다. 그리고 많은 시리아-이집트 영지주의자들이 자신들을 칭할 때 기독교인이라 불렀다. (동방 기독교(Eastern Christianity), 즉, 발칸반도, 동유럽, 소아시아, 중동, 북동아프리카 및 인도의 정통파 기독교 교회들이나 보편교회와는 아주 달랐음에도 불구하고 이들은 자신들을 기독교인들이라 불렀다.)
시리아-이집트 영지주의의 성전(聖典)들에 속한 문헌들의 대다수는 나그함마디 문서에서 발견되어 현대에 알려졌거나 확인된 문헌들이다.

#### 세트파
세트파(Sethians) 또는 세트주의(Sethianism)라는 명칭은 아담과 이브의 세째 아들인 셋(Seth)에서 유래한 이름이다. 세트파는 셋이 그노시스를 지녔으며 또 그노시스를 전수하였다고 믿었다. 전형적인 세트파의 성전(聖典)들은 다음과 같다:
| 한국어 제목                                                                       | 영어 제목                                                                                            | 외부 링크                                                                    |
| --------------------------------------------------------------------------------- | --- | ---------------------------------------------------------------------------- |
| - 요한의 비밀 가르침 - 요한의 비밀의 서                                           | - Apocryphon of John - Secret Book of John                                                           | - Gnostic Society Library의 컬렉션 - Early Christian Writings의 컬렉션       |
| - 아담 계시록                                                                     | - Apocalypse of Adam                                                                                 | - Gnostic Society Library, George W. MacRae 번역                             |
| - 지배자들의 실재성 - 아르콘들의 본질                                             | - Reality of the Rulers - Hypostasis of the Archons                                                  | - Gnostic Society Library, Bentley Layton 번역 - Anne McGuire 번역           |
| - 천둥, 완전한 마음                                                               | - The Thunder, Perfect Mind                                                                          | - Gnostic Society Library, George W. MacRae 번역 - Anne McGuire 번역 및 주해 |
| - 트리모르픽 프로테노이아 - 삼중의 최초의 생각                                    | - Trimorphic Protennoia - Three-fold First Thought                                                   | - Gnostic Society Library, John D. Turner 번역                               |
| - 불가시의 위대한 스피릿의 신성한 책 - 이집트인들의 콥트어 복음서 - 이집트 복음서 | - Holy Book of the Great Invisible Spirit - Coptic Gospel of the Egyptians - Gospel of the Egyptians | - Gnostic Society Library, Alexander Bohlig & Frederik Wisse 공동 번역       |
| - 조스트리아노스                                                                  | - Zostrianos                                                                                         | - Gnostic Society Library, John N. Sieber 번역 - John D. Turner 번역         |
| - 알로게네스                                                                      | - Allogenes                                                                                          | - Gnostic Society Library, John D. Turner & Orval S. Wintermute 공동 번역    |
| - 세트의 세 석주                                                                  | - Three Steles of Seth                                                                               | - John D. Turner 번역                                                        |

#### 토마스파
토마스파(Thomasines, 토마스주의, 도마주의)라는 명칭은 사도 토마스에서 유래한 이름이다. 대체로 다음 문헌들이 토마스파의 성전(聖典)들에 속한 것으로 여겨지고 있다:
| 한국어 제목 | 영어 제목 | 외부 링크 |
| --- | --- | --- |
| - 진주의 찬가 - 인도에서의 사도 쥬드 토마스의 찬가 - 영혼의 찬가 - 영광의 로브의 찬가 - 사도 쥬다스 토마스의 찬가 | - Hymn of the Pearl - Hymn of Jude Thomas the Apostle in the Country of Indians - Hymn of the Soul - Hymn of the Robe of Glory - Hymn of Judas Thomas the Apostle | - Gnostic Society Library, G.R.S. Mead 소개 및 번역 - Matthew Ouroboros 번역 및 주해 (오디오) - Willis Barnstone 번역 (오디오) - P. L. Travers 시리아어 텍스트 및 번역 - William Wright 번역 |
| - 토마스 복음서 - 도마 복음서 - 도마서(잘못된 명칭이지만 사용되고 있음)                                           | - Gospel of Thomas - Gospel According to Thomas | - Gnostic Society Library의 컬렉션 - Gospel of Thomas Homepage의 컬렉션 (Stevan Davies) - Early Christian Writings의 컬렉션 - Hugh McGregor Ross의 컬렉션 및 주해                            |
| - 도마서 - 의심자 토마스의 서 - 토마스의 서: 의심자가 완전자에 대하여 쓴                                          | - Book of Thomas - Book of Thomas the Contender - The Book of Thomas: The Contender Writing to the Perfect                                                        | - Gnostic Society Library, John D. Turner 번역 - John D. Turner 번역 (새번역, 장과 절의 구분)                                                                                                |

#### 바실리데스파
바실리데스파(Basilidians, Basilideans) 또는 바실리데스주의(Basilidianism)라는 명칭은 이 분파의 창시자였던 바실리데스에서 유래한 이름이다. 바실리데스파의 문헌들 중 대부분은 바실리데스의 반대자들 중의 한 명이었던 이레나이우스의 저서 《이단적 교의들에 대한 반박》을 통해 알려져 있다. 그리고 다음의 단편들이 알렉산드리아의 클레멘스의 저작들을 통해 알려져 있다.
| 한국어 제목 | 영어 제목                                                     | 외부 링크                                                          |
| --- | ------------------------------------------------------------- | ------------------------------------------------------------------ |
| - 본래부터 존재하는 여덟 엔티티들 (단편 A) - 본래부터 존재하는 엔티티들의 옥텟 (단편 A)                                          | - The Octet of Subsistent Entities                            | - Early Christian Writings 컬렉션 - Gnostic Society Library 컬렉션 |
| - 세상의 유일무이(唯一無二)성 (단편 B)                                                                                           | - The Uniqueness of the World (Fragment B)                    | - Early Christian Writings 컬렉션 - Gnostic Society Library 컬렉션 |
| - 천명(天命)을 받은 사람에게는 자연히 믿음과 덕이 있게 된다 (단편 C) - 대도(大道)를 깨치면 자연히 믿음과 덕이 있게 된다 (단편 C) | - Election Naturally Entails Faith and Virtue (Fragment C)    | - Early Christian Writings 컬렉션 - Gnostic Society Library 컬렉션 |
| - 덕의 상태 (단편 D) | - The State of Virtue (Fragment D)                            | - Early Christian Writings 컬렉션 - Gnostic Society Library 컬렉션 |
| - 천명(天命)을 받은 사람은 세상을 초월한다 (단편 E) - 대도(大道)를 깨친 사람은 세상을 초월한다 (단편 E)                          | - The Elect Transcend the World (Fragment E)                  | - Early Christian Writings 컬렉션 - Gnostic Society Library 컬렉션 |
| - 윤회 (단편 F) | - Reincarnation (Fragment F)                                  | - Early Christian Writings 컬렉션 - Gnostic Society Library 컬렉션 |
| - 인간의 고통과 천명(天命)의 선함 (단편 G) - 인간의 고통과 신의 섭리의 선함 (단편 G)                                             | - Human Suffering and the Goodness of Providence (Fragment G) | - Early Christian Writings 컬렉션 - Gnostic Society Library 컬렉션 |
| - 용서받을 수 있는 죄들 (단편 H)                                                                                                 | - Forgivable Sins (Fragment H)                                | - Early Christian Writings 컬렉션 - Gnostic Society Library 컬렉션 |

#### 발렌티누스파
발렌티누스파(Valentinians) 또는 발렌티누스주의(Valentinianism)라는 명칭은 기독교의 주교이자 교사였던 발렌티누스에서 유래한 이름이다. 발렌티누스는 발렌티니우스(Valentinius)라고도 불리었다. 발렌티누스는 세트파의 전통과는 다른 복잡한 우주론을 전개하였다. 발렌티누스는 '로마교회의 대주교'의 후보자였는데, 근소한 표차로 로마교회의 주교가 되지 못하였다. 다음 문헌들이 발렌티누스파의 성전(聖典)들에 속한 것으로 여겨지고 있다: 별표(*)가 달린 것들은 발렌티누스와 직접적인 관련이 있는 단편들 또는 문헌이다.
| 한국어 제목                                               | 영어 제목                                                       | 외부 링크 |
| --------------------------------------------------------- | --------------------------------------------------------------- | --- |
| - 아기 속에 현현한 신의 말씀 (단편 A) *                   | - The Divine Word Present in the Infant (Fragment A) *          | - Early Christian Writings, Bentley Layton 번역 - Gnostic Society Library, Fragment 7: Valentinus' Vision of the Word                                                                      |
| - 세 가지 성품들에 대하여 (단편 B) *                      | - On the Three Natures (Fragment B) *                           | - Early Christian Writings, Bentley Layton 번역 |
| - 아담이 지닌 말씀을 발하는 능력 (단편 C) *               | - Adam's Faculty of Speech (Fragment C) *                       | - Early Christian Writings, Bentley Layton 번역 - Gnostic Society Library, Fragment 1: Adam's Faculty of Speech                                                                            |
| - 아담의 이름 (단편 D) *                                  | - Adam's Name (Fragment D) *                                    | - Early Christian Writings, Bentley Layton 번역 - Gnostic Society Library, Fragment 5: Images and Names                                                                                    |
| - 아가토포우스에게 보낸 편지: 예수의 소화 기관 (단편 E) * | - Epistle to Agathopous: Jesus' Digestive System (Fragment E) * | - Early Christian Writings, Bentley Layton 번역 - Gnostic Society Library, Fragment 3: From the 'Epistle to Agathopous'                                                                    |
| - 죽음의 세계의 소멸 (단편 F) *                           | - Annihilation of the Realm of Death (Fragment F) *             | - Early Christian Writings, Bentley Layton 번역 - Gnostic Society Library, Fragment 4: Annihilation of the Realm of Death                                                                  |
| - 친구에 대하여: 모두가 공유하는 지혜의 근원 (단편 G) *   | - On Friends: The Source of Common Wisdom (Fragment G) *        | - Early Christian Writings, Bentley Layton 번역 - Gnostic Society Library, Fragment 6: From the Sermon 'On Friends'                                                                        |
| - 집착에 관한 편지: 신의 비전 (단편 H) *                  | - Epistle on Attachments: The Vision of God (Fragment H) *      | - Early Christian Writings, Bentley Layton 번역 - Gnostic Society Library, Fragment 2: From the 'Epistle on Attachments'                                                                   |
| - 여름 추수 *                                             | - Summer Harvest *                                              | - Early Christian Writings, Bentley Layton 번역 - Gnostic Society Library, Summer Harvest: A Psalm By Valentinus (주해 포함)                                                               |
| - 진리의 복음서 *                                         | - Gospel of Truth *                                             | - Early Christian Writings 컬렉션 - Gnostic Society Library, Harold W. Attridge & George W. MacRae 공동 번역 - Gnostic Society Library, Robert M. Grant 번역 - Paterson Brown 번역 및 주석 |
| - 프톨레마이오스 버전의 나스티시즘 신화                   | - Ptolemy's Version of the Gnostic Myth                         | - Early Christian Writings, Bentley Layton 번역: Valentinus's Myth according to Irenaeus                                                                                                   |
| - 사도 바울의 기도                                        | - Prayer of the Apostle Paul                                    | - Gnostic Society Library, Dieter Mueller 번역 |
| - 프톨레마이오스의 플로라에게 보낸 편지                   | - Letter to Flora - Epistle to Flora                            | - Gnostic Society Library, 번역자 미상 |
| - 레기우스에게 보낸 편지: 부활론                          | - Epistle to Rheginus: Treatise on Resurrection                 | |
| - 빌립보 복음서 - 필립 복음서 - 필립보 복음서             | - Gospel of Philip                                              | - Early Christian Writings 컬렉션 - Gnostic Society Library, Wesley W. Isenberg 번역 - TheologyWebsite, Wesley W. Isenberg 번역 및 서문                                                    |

#### 유다 복음서
유다 복음서(Gospel of Judas)는 가장 최근에 발견된 영지주의 문헌이다. 내셔널 지오그래픽사(National Geographic)에서 유다 복음서를 영문으로 번역하여 공개하였다. 유다 복음서는 이스가리옷 유다를 예수의 제자들 중 가장 뛰어났던 제자였으며 그가 예수를 관헌들에게 넘기는 배신 행위를 한 것은 예수의 요구에 의한 것이었다고 묘사하고 있다. 유다 복음서에는 바르벨로(Barbelo)—바르벨로는 신의 최초의 발출물로서 다른 이름으로는 '어머니-아버지', '최초의 인간', '3중의 양성일체(兩性一體)의 이름' 또는 '영원한 아이온'이라고도 불린다—에 대한 언급이 있다. 그리고 《요한의 비밀 가르침》이나 이런 류의 다른 문헌들과 비슷한 내용이 포함되어 있어 바르벨로파(Barbeloites)와 세트파의 영지주의와 관련된다.
| 한국어 제목              | 영어 제목         | 외부 링크 |
| ------------------------ | ----------------- | --- |
| - 유다복음 - 유다 복음서 | - Gospel of Judas | - 한문덕의 한국어 번역 (프레시안의 기사) - 내셔널 지오그래픽, 사진과 콥트어, 영어 번역 - 내셔널 지오그래픽 (PDF) |

### 후대의 영지주의와 영지주의의 영향을 받은 분파들
위에서 언급한 학파들외의 다른 영지주의 학파들과 관련 종교 운동들을 연대순으로 기술하면 다음과 같다.

원 안에 십자가가 있는 태양 십자가(Sun cross): 이 표장은 중세의 영지주의 관련 단체였던 카타리파(Cathars: b. 11세기, fl. 12세기-13세기)에 의해 주로 사용되었다.

#### 시몬 마구스와 마르키온
시몬 마구스(Simon Magus: fl. AD 1세기)와 마르키온(Marcion of Sinope: AD c. 85년-160년)은 둘 다 영지주의적인 경향성을 가졌다. 그러나 영지주의자의 사상이라고 할만한 전형적인 사고들이 아직 이들에게는 형성되어 있지 않았다. 때문에 이들을 가(假)영지주의자 또는 전(前)영지주의자라고도 칭할 수도 있을 것이다. 이 두 사람은 모두 상당한 수의 추종자들이 있었다. 시몬 마구스의 제자였던 안티오키아의 메난드로스(Menander of Antioch)는 나스틱파에 속하는 것으로 볼 수 있다. 마르키온은 대중적으로는 영지주의자인 것으로 알려져 있는데, 그러나 대부분의 학자들은 마르키온을 영지주의자라고 여기지 않는다.
그러므로, 마르키온의 관점에서는 자신의 교회—처음부터 반대에 부딪혔다—는 예수 그리스도의 복음과 사도 바울의 복음으로 되돌아는 것을 통해 기독교계를 개혁하는 것이었다. 마르키온은 이 이상의 어떤 것도 수용하지 않았다. 이러한 사실은 마르키온을 영지주의자로 분류하는 것이 실수라는 것을 보여주고 있다. 마르키온은 분명히 이원론자였다. 그러나 '영지주의자(Gnostic)'의 정의에 따르면 그는 영지주의자가 아니었다.— 브리태니커 백과사전, "마르키온(Marcion)" 항목

#### 케린투스
케린투스(Cerinthus: AD c. 100년)는 영지주의의 요소들을 가진 한 이단 학파의 창시자였다. 그리스도(Christ)를 인간 예수와는 별개인 천상의 영인 것으로 보았으며 데미우르고스를 물질 세상을 창조한 존재라고 한 점은 나스틱파들과 견해를 같이 한 부분이다. 반면, 기독교인들은 유대교 율법을 지켜야 한다고 가르친 것과 그가 말한 데미우르고스는 하급의 존재가 아니라 신성한(holy) 존재였다는 점은 영지주의자들과 견해를 달리한 부분이다. 케린투스는 또한 재림(Second Coming)에 대해서도 가르쳤다. 케린투스는 자신의 그노시스는 사도들 중의 한 명에게서 전수 받은 비밀한 지식이라고 주장하였다. 어떤 학자들은 신약성경의 요한1서가 케린투스의 주장에 대응하기 위하여 쓴 것이라고 보고 있다.

#### 오피스파
오피스파(Ophites: fl. c. AD 100년)는 구약성경의 창세기에 나오는 뱀(그리스어: ὄφις opis, 오피스[*], serpent)을 지식의 전수자로 숭배하였기 때문에 붙여진 이름이었다.

#### 카인파
카인파 또는 카인주의(Cainites, Cainians)는 이름이 의미하는 바대로 카인을 숭배하였는데 또한 이들은 에서(Esau)와 코라(Korah)와 소돔과 고모라인들(Sodomites)을 숭배하였다. 이 영지주의자들의 성격과 특징에 대해서는 알려진 바가 거의 없다. 하지만 이들은 죄악에 빠지는 것이 구원의 열쇠라고 믿었던 것으로 추측되고 있다. 이렇게 믿은 이유는 육체는 악한 것이므로 육체를 비도덕적 행위들로 더럽혀야 한다는 관점을 가졌기 때문인 것으로 보인다 (자유분방주의를 참조하시오). 카인파라는 이름은 한 종교적인 운동을 지칭하는 이름으로 사용된 것이지 카인의 후손들을 의미하는 용도로 사용된 것이 아니다. 카인이라는 인물에 대한 유일한 원천자료인 성경에 따르면, 카인의 후손들은 노아의 홍수 때에 모두 멸망하였으며 노아의 가족만이 살아남았는데 이들은 셋(Seth)의 후손이었다.

#### 카르포크라테스파
카르포크라테스파 또는 카르포크라테스주의(Carpocratians: fl. AD 2세기)는 자유분방주의 분파로 《히브리 복음서(Gospel according to the Hebrews)》만을 따랐다.

#### 보르보로스파
보르보로스파(Borborites)는 자유분방주의 영지주의파로 니골라오파(Nicolaitans)의 후예인 것으로 언급되고 있다.

#### 바오로파

바실리우스 2세(재위 976-1025)가 사망한 1025년 당시의 동로마 제국의 테마들(Themata)

바오로파(Paulicans, 바울파) 또는 바오로주의는 양자론(養子論, Adoptionism)을 주장한 분파들 중의 하나로, 또한, 중세 시대의 문헌에 따르면 영지주의 기독교인이며 반(半)마니교적 기독교인이라고 비난 받았다. 바오로파는 AD 650년-872년 동안 아르메니아와 동로마 제국(AD 330년-1453년)의 동부 테마들에서 번성하였다. 중세 비잔틴 문헌들에 따르면, 바오로파라는 이름은 AD 260년-268년 동안 안티오키아 총대주교였던 사모사타의 바오로에서 유래하였다.

#### 카타르파
카타르파 또는 알비파는 서기 11세기에 시작되어 12세기-13세기에 융성하였던 기독교 분파로 영지주의를 모방한 전형적인 분파로 여겨지고 있다. 카타르파가 고대 영지주의로부터 직접적인 영향을 받아 형성된 것인가 하는 것은 현재 논쟁의 대상이다. 영지주의 우주론의 기본 컨셉트들이 카타르파에서 발견되고는 있지만, 고대 영지주의와는 달리 이들은 그노시스, 즉 지식을 구원을 초래케 하는 힘으로 여기지 않았다는 것이 명백하다.

### 카발라

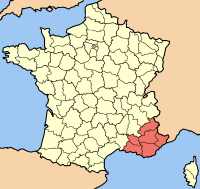
프로방스알프코트다쥐르(Provence-Alpes-Côte d'Azur)
지역

영지주의의 사상은 유대교 신비주의인 카발라에서 유대교적으로 변용된 모습으로 나타났다. 카발리스트들(Kabbalists)은 영지주의의 여러 핵심 사상들을 수용하여 이 새로운 관점 하에 초기 유대교 문헌들을 재해석하였다. 카발리스트들은 프랑스 남동부의 지중해에 면한 지역인 프로방스에서 기원하였는데, 당시에 프로방스는 영지주의파인 카타르파(Cathars: b. 11세기, fl. 12세기-13세기)의 중심지이기도 하였다. 때문에 영지주의파인 카타르파가 유대인들에게 영지주의 사상을 전파하여 믿게 하였고 그 결과 카발라가 나타나게 되었다고 믿어지고 있다. 또한, 카발라의 출현에 영향을 준 다른 하나의 사상은 이슬람교의 이스마일파인 것으로 여겨지고 있다. 그러나, 이러한 견해들과는 달리, 카발라의 추종자들은 카발라의 기원이 에덴 동산 시절 때에 있다고 보고 있다.
그러나 카발라는 이교도의 가르침인 영지주의의 용어를 사용하지 않았다. 대신에 카발라는 영지주의과 같거나 유사한 개념들을 토라의 언어로 표현하고 사용하였다. 그럼에도 불구하고, 영지주의의 다양한 종교들로부터 많은 수의 추종자들을 끌어들여서 이들 종교들의 나스티시즘 버전을 창조하고 있던 동안 많은 유대인들도 또한 영지주의자들의 믿음과 놀랍도록 유사한 신비주의적인 유대교 버전을 발전시켰다.
여러 주제들이 카발라와 영지주의 둘 다에서 공통되어 다루어지고 있으며 그 입장도 서로 일치한다. 예를 들면, 물질계 너머에 복수의 고급계들이 있다는 교의, 아케타입(archetypes, 원형)들에 대한 교의, 그리고 고급계들과 아케타입들을 아는 것을 중요시하는 점 등이 이에 속한다. 하지만, 카발라는 물질 세상과 히브리 성경이 하위신 또는 악한 신의 창조물이라는 영지주의파만의 두드러진 믿음은 수용하지 않았다. 카발라를 영지주의의 한 형태라고 보기보다는, 카발라와 영지주의 둘 다 신플라톤주의적/신피타고라스주의적 동양 신비주의 전통들에 속한 것으로 보는 것이 더 정확할 것이다. 그리고 이 신비주의 전통들에는 이슬람교 신비주의인 수피즘도 속한다. 게르숌 숄렘(Gershom Scholem: 1897년-1982년)은 영지주의를 "형이상학적 반유대주의(anti-Semitism)의 가장 커다란 사례"라고도 말하였다.

## 주요 용어 및 개념
다음에 나오는 용어 설명들은 현재 존재하는 다양한 해석들 중의 몇몇을 요약한 것에 지나지 않는다는 것에 유의할 필요가 있다. 예를 들어, 예수 그리스도, 소피아, 데미우르고스와 같은 잘 알려진 존재들은 여러 영지주의 체계들에서 모두 다루어지고 있는 공통된 주제들 또는 대상들이다. 하지만 이들의 역할이나 성격은 영지주의 체계들에 따라 다소 차이가 있다.

### 아이온
많은 영지주의 체계들에서 아이온(æon)들은 지고한 신의 다양한 발출물들이다. 그리고 이 지고한 신은 다른 이름으로는 하나인 존재(One), 모나드(Monad), 아이온 탈레오스(그리스어: αἰών τέλεος, Aeon teleos →완전한 아이온), 프로아르케(그리스어: προαρχη, Proarche →태초 이전의 존재), 에 아르케(그리스어: ἡ ἀρχή, E Arche →태초의 존재), 빛의 에노이아(Ennoia of the Light →빛의 생각)등으로 불린다. 이 최초의 존재는 또한 하나의 아이온이기도 하다. 이 최초의 존재로부터 일련의 다른 발출물들이 생겨난다. 몇몇 영지주의 문헌들에 따르면, 이 일련의 발출물들 중 제일 첫째 발출물은 양성일체(兩性一體)인 바르벨로(Barbelo)이다. 그리고 바르벨로로부터 하위 아이온들의 쌍들이 발출된다. 이 아이온들의 쌍들은 시저지들(syzygies)이라 불리는 남성-여성의 쌍으로 흔히 발출된다. 이들 시저지들의 숫자는 문헌들에 따라 서로 다르다. 몇몇 문헌들은 이 시저지들의 총 개수가 15쌍, 즉 30인 것으로 말하고 있다. 아이온들 전체는 플레로마, 즉 "빛의 세계(region of light)"를 구성한다. 그리고 플레로마의 가장 하급의 지역들이 어둠(darkness), 즉 물질 세계에 가장 가까이 있는 세계이다.
가장 흔히 쌍을 이루는 아이온들 중에는 예수(Jesus)와 소피아(Sophia →지혜(Wisdom))의 쌍이 있다. 《발렌티누스파의 주해서(A Valentinian Exposition)》에서 소피아는 예수를 그녀 자신의 '배우자'라고 말하고 있다. 소피아는 자신의 배우자 없이 어떤 존재를 발출한 결과 데미우르고스(Demiurgos, →공공 작업자)를 낳게 되었다. 데미우르고스는 또한 얄다바오트(Yaldabaoth) 또는 이와 비슷한 다른 이름들로 몇몇 나스틱 문헌들에서 불리고 있다. 데미우르고스가 발출된 후, 소피아는 데미우르고스를 플레로마 밖으로 숨긴다. 그 후 데미우르고스는 플레로마 밖에서 혼자 있으면서 혼자 생각하면서 있다가, 물질 세상과 자신의 동료 지배자들을 창조한다. 이 동료 일꾼들을 아르콘들(archons)이라 한다. 데미어지는 인간을 창조하였는데, 인간을 창조할 때 소피아로부터 훔쳐 온 플레로마의 요소를 인체 속에 가두어 놓았다. 이에, 지고한 신은 두 명의 구세주 아이온들인 그리스도와 성령을 발출하였다. 이 때 그리스도는 예수의 형상으로 화신하였는데 그 목적은 사람들에게 그노시스를 성취하는 방법을 가르쳐서 그 결과 플레로마로 되돌아 올 수 있게 하려는 것이었다.

### 아르콘
고대 후반기(AD 2-8세기)에 영지주의의 몇몇 분파들이 데미우르고스의 여러 부하들을 언급하기 위해 아르콘(Archon)이라는 낱말을 사용하였다. 이러한 문맥에서는 아르콘들은 구약성경의 천사들이나 악마들의 역할을 하는 것으로 볼 수 있다.
오리겐(AD c.220)의 《셀수스에 대한 반박(Contra Celsum)》에 따르면, 오피스파라고 불리는 분파는 일곱 아르콘들이 존재한다고 말하였다. 오피스파에 따르면, 이들 일곱 아르콘들은 이알다바오트(Ialdabaoth) 또는 이아다바오트(Iadabaoth)라는 아르콘으로부터 시작되는데, 이알다바오트는 다음의 여섯 아르콘들을 창조하였다: 이아오(Iao), 사바오트(Sabaoth), 아도나이오스(Adonaios), 엘라이오스(Elaios), 아스타파노스(Astaphanos), 호라이오스(Horaios). 이알다바오트의 머리는 사자의 모습이었는데 이것은 미트라교에서의 크로노스와 유사하며, 또한 베다 종교에서 비슈누의 여러 화신들 중 하나인 나라심하와 유사하다.
|  |  |  |

### 아브라삭스

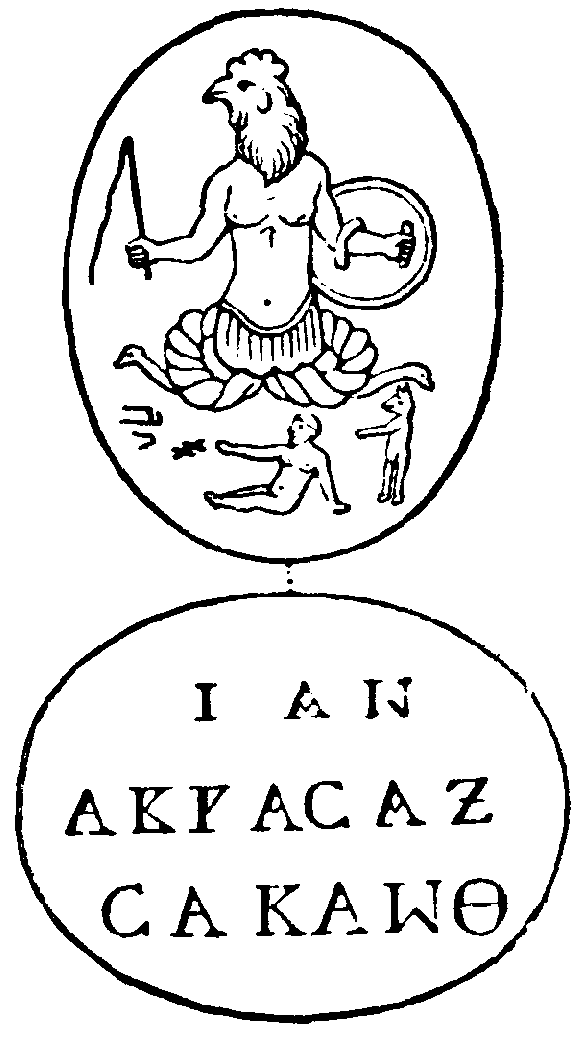
한 아브라삭스 보석(Abrasax stone)에 새겨진 조각

이집트의 나스틱파였던 바실리데스파는 365명의 영적 존재들의 수장으로 아브라삭스(Abrasax) 또는 아브락사스(Abraxas)라고 불린 존재에 대해 언급하였다. (이레나이우스, 《이단적 교의들에 대한 반박》, I.24). 여기에서 이레나이우스는 '아르콘(Archon)'이라는 낱말을 사용했는데 그 의미가 불명확하다. 하지만 이 문맥에서는 단순히 '지배자(ruler)'를 의미한 것일 수 있다. 바실리데스파의 아브라삭스의 역할과 기능이 무엇이었는지는 명확하지 않다.
아브라삭스 또는 아브락사스라는 낱말이 어떤 고대의 보석들에 새겨져 있는데, 이런 이유로 이 보석들을 '아브라삭스 보석들(Abraxas stones)'이라 한다. 아브라삭스 보석들은 영지주의자들에 의해 호신부나 부적으로 사용되었을 것으로 여겨진다. 대중 문화에서, 아브라삭스는 때때로 선과 악, 즉, 최고신과 데미우르고스를 한 존재 속에 모두 지니고 있는 신의 이름으로 여겨지고 있다. 그리하여 아브라삭스는 유일신교의 유일한 신을 나타내지만 예를 들면 기독교의 하느님과는 달리 무한히 그리고 제한 없이 선하지는 아니한 신이다 (헤르만 헤세의 소설 《데미안》과 칼 융의 저서 《죽은 자들에게 주어진 7 강의들》을 참조하시오). 아브라삭스에 대한 견해는 아주 다양하고 풍부하다. 최근 수 세기 동안에 아브라삭스는 한 이집트 신이자 악마라고 주장되었다. 때로는 사탄 혹은 루시퍼의 이중적인 성격과 연결짓는 경우도 있었다. 마법사의 주문인 아브라카다브라(abracadabra)가 아브라삭스와 관련이 있다고 하는 견해가 있다. 하지만 이와는 다른 견해도 있다.
위의 정보들은 고대의 호신부들에 대한 해석과 관련이 있으며 그리고 기독교의 이단 박해자들(heresy hunters)이 보고한 진술들과 관련이 있는데, 이들의 진술은 항상 명확하지는 않았다.
《콥트어 이집트 복음서》와 같은 나그함마디 문서에서 나온 고대 영지주의 문헌들에서는 아브라삭스를 소피아와 함께, 그리고 플레로마의 다른 아이온들과 함께 엘레레트(Eleleth)라는 루미너리(luminary, 발광체)의 빛 속에 거주하고 있는 것으로 말하고 있다. 여러 문헌들에서 엘레레트는 발출되어 나온 여러 루미너리들—영적인 빛들(Spiritual Lights)—중에서 가장 마지막의 것이다. 그리고, 한 아이온이자 엘레레트와 관련이 있는 소피아는 어둠을 만나서 일련에 사건들에 휘말려서는 결과적으로 데미우르고스와 아르콘들이 물질 세상을 지배하게 된다. 그러자 이들의 지배로부터 인간을 구원하기 위한 노력이 뒤따르게 된다. 이와 같이, 아브라삭스, 소피아 그리고 다른 존재들을 포함한 엘레레트의 아이온들의 역할은 플레로마의 최외각 경계 영역인 엘레레트와 관련되어 있다. 이들은 결핍의 세계, 즉 물질 세상의 무지를 만나서 상호 작용하여서는 물질 세계 속에 있는 무지의 오류를 바로잡는 역할을 한다.
아브라삭스 또는 아브라크사스와 동일하거나 또는 비슷한 낱말들이 그리스 매직 파피루스들에서도 나타난다. 바실리데스의 교의, 《콥트어 이집트 복음서》를 비롯한 고대 영지주의파의 문헌들, 더 광범위한 영역의 그리스-로마 매직 전통들, 현대의 매직 및 밀교 저작들에서, 아브라삭스에 대한 견해는 어떤 것들은 서로 간에 유사하기도 하고 어떤 것들은 서로 간에 다르기도 하다.
스위스의 심리학자인 칼 융(1875-1961)은 1916년에 《죽은 자들에게 주어진 7 강의들》이라는 짧은 영지주의적인 글을 썼다. 여기에서 칼 융은 모든 대립물이 한 존재 속으로 결합된 신이 아브라삭스이며, 아브라삭스는 기독교의 신과 사탄의 컨셉트보다 더 고차적인 개념의 신이라고 하였다.

### 데미우르고스

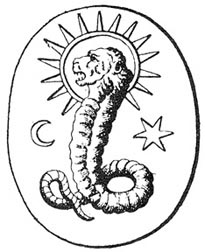
한 나스틱 보석에서 발견된 사자 얼굴을 한 신: 몽포콩(Bernard de Montfaucon)의 《L'antiquité expliquée et représentée en figures》에 수록된 그림으로 데미우르고스를 묘사한 것으로 보인다. cf. 미트라 신비 가르침의 제르반 아카라나(Zervan Akarana)

데미어지(Demiurge)라는 낱말은 데미우르고스(그리스어: δημιουργός, dēmiourgos, →"공공 작업자(public worker)" 또는 "숙련된 작업자(skilled worker)")가 라틴어화된 낱말에서 유래하였다. 데미우르고스는 물질 우주와 인간의 성품의 물질적 측면을 창조한 존재라고 언급되고 있다. '데미우르고스(dēmiourgos)'라는 낱말은 다른 많은 종교적·철학적 체계들에서도 나타나는데, 특히 플라톤 철학에서 그러하다. 데미어지의 도덕적 성격에 대한 견해는 영지주의라는 넓은 범주에 속한 각 그룹마다 그 견해가 서로 달랐다. 데미우르고스의 도덕적 성격에 대한 각 그룹의 견해는 물질 세상, 즉 물질성을 어떻게 보는가와 대체로 상응한다. 예들 들어, 물질 세상을 본질적인 악으로 보는가 또는 물질 세상을 단지 선의 결핍으로 보는가에 따라 데미우르고스에 대한 견해도 다르다. 후자의 견해의 경우 데미우르고스는 물질 세상을 구성하는 수동적인 구성 원소인 물질(matter)이 허용하는 한도 내에서 선하다고 보았다.
플라톤과 같이, 영지주의는 데미우르고스가 그 창조자인 감관적 물질 세상과 초자연적인 불가해한 실재를 구분한다. 그러나, 플라톤과는 달리, 여러 나스티시즘 체계들은 데미우르고스가 최고신에 적대적인 존재라는 견해를 가졌다. 이 견해에 따르면, 데미우르고스가 행한 물질 세상의 창조는 신적인 모델에 대해 무자각한 상태에서 이루어진 것이었으며 본질적으로 신적인 모델을 잘못 모방한 것이었다. 또는, 데미우르고스가 행한 물질 세상의 창조는 물질 세상 속에 신적인 측면들을 가두어두려는 악한 의도에서 이루어진 것이었다. 그러므로 이러한 체계들에서는 데미우르고스는 '악의 문제(problem of evil)'에 대한 해결책으로 기능하고 있다. 《요한의 비밀 가르침》 (Apocryphon of John)에서 데미어지는 "얄타바오트(Yaltabaoth)"라는 이름을 가지는데, 다음과 같이 자신을 최고신이라 주장한다:
이제 이 하위의 아르콘은 세 가지 이름을 가진다. 첫 번째 이름은 얄타바오트(Yaltabaoth)이다. 두 번째 이름은 사클라스(Saklas)이다. 그리고 세 번째 이름은 사마엘(Samael)이다. 그는 자신 내부에 존재하는 오만함에 빠져서는 불경을 저질렀다. 왜냐하면 그는 자신의 힘의 근원, 즉, 자신이 나온 근원 장소에 대해 무지하였기에 "나는 최고신이다. 나 이외에는 다른 어떤 신도 없다."라고 말했기 때문이다.

유대교-기독교 전승에서 "사마엘(아람어: Samael)" 또는 "새미아엘(고대 시리아어: sæmʕa-ʔel)"은 죽음의 악천사를 가리키는 말이며, 동일한 이름을 가진 기독교의 악마에 해당하는 말이다. 문자 그대로의 뜻은 "눈먼 신" 또는 "눈먼 자들의 신"이다. 데미우르고스는 다른 이름으로 "사클라스(아람어: Saklas)", "새클라(고대 시리아어: sækla)"라고 하며 "어리석은 자"를 의미한다.
영지주의 신화에서는 소피아(Sophia, 그리스어: σoφíα →지혜(wisdom))의 행위로 인해 일어나게 된 일들에 대해 자세히 이야기 하고 있는데, 대체로 다음과 같은 취지이다:
데미우르고스의 어머니이자 최고신의 플레로마, 즉 최고신의 "충만 상태"의 일부 측면이었던 소피아는 최고신의 전체성과는 분리된 어떤 것을 창조하기를 원하였다. 그리고 최고신의 동의 없이 이러한 창조의 욕구를 가졌다. 결과적으로, 이 분리된 창조로 인해 소피아가 괴물 같은 데미우르고스를 낳는 실패한 결과가 나타났다. 그러자 소피아는 자신의 행위에 대해 부끄러움을 느끼고는 데미우르고스를 구름(cloud)으로 감싼 후 그 안에 데미우르고스를 위한 보좌(throne)를 만들어 주었다. 플레로마에서 분리되어 혼자 있게 된 데미우르고스는 다른 어떤 존재들은 물론이요 자신의 어머니도 보지 못하였다. 그래서 데미어지는 자신이 탄생한 곳인 고급한 실재의 세계에 대해 무지하였기에 오직 자신만이 홀로 존재한다고 결론을 내렸다.

이러한 사건들을 기술하고 있는 영지주의 신화들에는 신적인 요소들이 인간의 형상 속으로 실락하였다는 것을 묘사하는 난해한 표현들로 가득 차 있다. 이 설명들에 따르면 이 실락 과정은 데미우르고스의 작용에 의해 일어난다. 데미우르고스는 자신의 어머니인 소피아로부터 힘의 일부를 훔쳐서는 물질 세상과 인간의 물질적 형상을 창조하는 일을 시작하는데, 이들을 창조할 때 데미우르고스는 상위의 플레로마를 무의식적으로 모방하여 창조하였다. 이 결과 소피아의 파워가 인간의 물질적 형상들 속에 갇히게 되었다. 그리고 인간의 물질적 형상들은 물질 우주 속에 갇힌 바가 되었다. 이러한 이유로 영지주의 운동의 전형적인 목표는 물질 우주와 물질적 형상 속에 갇힌 이 스파크(spark, 불꽃)를 일깨우는 것이었다. 즉, 이 스파크가 일깨워짐으로써 이 스파크는 데미우르고스, 즉 물질 세상과 물질적 감관의 지배를 받는 것이 아니라 자신의 태초의 근원인 지고한 비물질적 실재의 지배를 받게 되고 이를 통해 이 실재 또는 이 실재의 상태로 되돌아가는 것이 영지주의 운동의 전형적인 목표였다.
몇몇 영지주의 철학자들은 데미우르고스를 구약성경의 신인 야훼(Yahweh, 여호와)와 동일시하였다. 그리고 이들은 데미우르고스, 즉 구약성경의 신은 신약성경의 신과는 반대된다는 견해를 가졌다. 또한 다른 몇몇 영지주의 철학자들은 데미우르고스를 사탄(Satan)과 동일한 존재로 보았다. 중세의 카타리파(Catharism: b. 11세기, fl. 12세기-13세기)는 사탄이 악한 세상의 창조자라는 컨셉트를 가졌는데, 이것은 직접적으로건 혹은 간접적으로건 고대의 영지주의으로부터 이어받은 컨셉트임이 명백하다.

### 그노시스
'영지주의(Gnosticism, 나스티시즘)'이라는 낱말은 현대에 만들어진 낱말이다. 하지만 이 낱말은 아무런 근거 없이 만들어진 낱말이 아니다. 이 낱말은 고대의 언어적 표현을 토대로 만들어졌다. 이 낱말은 '지식(knowledge)'을 의미하는 그리스어 낱말인 '그노시스(γνῶσις, gnosis)'로부터 유래하였다. 그노시스는 아주 특별한 형태의 지식을 의미하며, 이러한 의미는 원래의 그리스어 낱말의 정확한 의미와 그 낱말이 플라톤 철학에서 사용된 용법에 근거하여 도출되었다.
고대 그리스에서는 여러 가지 형태의 앎(knowing)을 구분하는 단어들이 있었다. 이들 중 일부는 현대의 언어로는 서술적인 지식과 경험적인 지식이라고 할 수 있다. 서술적인 지식은 다른 사람들이 한 진술이나 자신의 추론을 통해 간접적으로 획득된 지식을 의미한다. 예를 들면, "나는 조지 부시'에 대해' 알고 있다" 또는 "나는 베를린이 독일'에 있다'는 것을 알고 있다"라고 할 때의 지식이다. 그리고 경험적인 지식은 직접적인 참여 또는 직접적인 앎에 의해 의해 획득된 지식을 의미하다. 예를 들면, "나는 조지 부시를 개인적으로 알고 있다" 또는 "나는 베를린을 알고 있고 있는데, 직접 방문해 보았기 때문이다"라고 할 때의 지식이다.
그노시스는 두 번째 종류의 경험적 지식을 의미한다. 그러므로, 종교적인 문맥에서, '그노시스적(Gnostic)'이라고 말할 때는 일반적 의미의 서술적 지식을 가지는 것을 의미하는 것이 아니라 신성(divine)에 직접 참여함으로부터 온 신비적 또는 내부 밀교적인 경험을 가지는 것으로 이해되어야 한다. 실제로, 거의 모든 영지주의 체계들에서 구원에 도달하게 하는 직접적인 수단 또는 원인은 이러한 경험적 지식으로서의 '신을 아는 것'이다. 이와 관련하여, 영지주의의 일파인 오피스파(Ophites)에서는 그노시스에 대하여 다음과 같은 금언을 가지고 있었다:
완전해지는 것의 시작은 인간을 아는 것이고 완전해지는 것의 완성은 신을 아는 것이다.

이러한 앎은 통상적으로 '내적인 앎(inward knowing)'의 과정 또는 '자아 탐구(self-exploration)'의 과정과 동일한 것으로 여겨지고 있다. 그리고 이러한 앎은 플로티노스(Plotinus: AD c.204-270)에 의해 권장되었던 지식에 비견된다. 그러나 '그노시스적(gnostic)'이라는 낱말은 고대의 여러 철학적 전통들에서 이미 사용되고 있었던 말로서 이에 따른 선행하는 용법들이 있었다. 고대의 종교 그룹들의 한 집합에 대하여 붙여진 영지주의자 또는 영지주의라는 호칭에 대해 그 안에 담겨진 의미를 사유할 때는 이러한 선행하는 용법들이 함의하고 있는 미묘한 의미들도 고려되어야 한다.

### 모나드
많은 영지주의 체계들에서 (그리고 이단 연구들에서), 신은 모나드, 하나인 존재, 절대 존재, 아이온 탈레오스(그리스어: αἰών τέλεος, Aeon teleos, 완전한 아이온), 프로아르케(그리스어: προαρχη, Proarche, 태초 이전의 존재), 그리고 에 아르케(그리스어: η αρχη, E Arche, 태초의 존재)라고 알려져 있다. 신은 플레로마, 즉 빛의 세계의 시원이다. 신의 다양한 발출물들은 아이온들이라고 불린다.
영지주의의 어떤 분파들, 특히 모노이무스(Monoimus: AD c.150-c.210, 아랍의 영지주의)로부터 영감을 받은 분파들은 모나드가 최고신이며 모나드가 하위 신들 또는 하위 원소들을 창조하였다는 견해를 가졌다.
히폴리토스(c.170-c.236)에 따르면, 이러한 견해는 피타고라스 학파로부터 영감을 받은 것이었다. 피타고라스 학파는 존재하게 된 최초의 것을 모나드라고 불렀다. 그리고 피타고라스 학파는 모나드가 뒤아드(dyad)를 낳았고, 뒤아드가 수들(numbers)을 낳았으며, 수들은 점(point)을 낳았고, 점은 선(lines)을 낳았다는 등의 진술을 하였다. 이러한 개념은 또한 플라톤(BC 428/427-348/347), 아리스토텔레스(BC 384-322)와 신플라톤주의를 확립하였던 플로티노스(AD c.204-270)의 저작들에서 더 명확해졌다. 이 가르침은 또한 신타고라스주의자이자 신플라톤주의의 선구자였던 누메니오스(Numenius: fl. AD 2세기 후반)를 통하여 신피타고라스 학파의 가르침이 되었다.
영지주의의 모나드는 플레로마를 발출한 만물의 영적 근원이다. 그리고 모나드는 물질을 지배하는 데미우르고스(얄다바오트)와 대비될 수 있다.
《요한의 비밀 가르침》에 포함된 가장 잘 알려진 세트파(Sethian)의 우주발생론에서는 미지의 신(unknown God)에 대해 설명하고 있다. 미지의 신에 대한 교의는 정통파 기독교의 부정 신학(否定神學, apophatic theology)과 유사하다. 하지만 이 교의는 유일한 신이 존재하며 이 유일한 신이 하늘과 땅의 창조자라는 기독교 정통파의 교리에서 가르치는 가르침과는 아주 많이 다르다. 성경의 문헌들과 관련하여 창조신(creator god)의 성격을 설명함에 있어, 정통파 기독교의 신학자들은 종종 신을 일련의 명확한 긍정적인 진술들을 통해 정의하려고 시도한다. 이러한 긍정적인 진술들은 보편적이거나 우주적이며 또한 최고도로 신적인 표현들을 사용하여 이루어진다. 예를 들어, 신은 전지하며(omniscient), 전능하며(omnipotent) 그리고 참으로 사랑으로 가득 차 있다(benevolent). 이와는 대조적으로, 극히 숨겨져 있는 초월한 신이라는 세트파의 컨셉트는 부정 신학을 통해 정의된다. 세트파에 따르면, 신은 부동의(immovable, 변천하지 않는) 존재이며, 불가시의(invisible) 존재이며, 무형의(intangible) 존재이며, 말로 표현할 수 없는(ineffable) 존재이다. 일반적으로 신은 양성일체(兩性一體)의 존재인 것으로 여겨지는데, 양성일체는 '만물을 포함한다 것'을 나타내는 상징이다. 《요한의 비밀 가르침》에서, 신은 선을 부여한다는 점에서 선한 존재이다. 부정 신학의 부정적인 진술들이 가리키는 존재 상태 이후에, 신이 활동 속으로 나타나는 과정들은 이러한 선한 존재로서의 신의 창조물 또는 발출물들을 묘사하는데 사용되고 있다.
부정(否定)을 통해 신을 설명하고 묘사하는 접근법은 영지주의, 힌두교의 베단타 철학, 플라톤 철학, 아리스토텔레스 철학 등에서 광범위하게 발견된다. 그리고 또한 유대교에서도 발견되는데, 특히, 유대교 신비주의인 카발라에서 그러하다.

### 플레로마
플레로마(그리스어: πληρωμα, Pleroma)라는 낱말은 일반적으로 신의 능력들의 총합을 지칭한다. 플레로마는 '충만' 또는 '충만한 상태'(fullness)를 의미한다. 플레로마는 기독교 신학의 문맥 속에서도 사용되며 영지주의에서도 일반적으로 사용된다. 신약성경에서는 골로새서 2:9에서 사용되고 있다:
| 개역한글   | 그 안에는 신성의 모든 충만이 육체로 거하시고                                 |            |                                                                       |                  |                                                            |                        |                                                            |
| KJV        | For in him dwelleth all the fulness of the Godhead bodily                    | 공동번역   | 그리스도의 인성 안에는 하느님의 완전한 신성이 깃들어 있습니다.        |                  |                                                            |                        |                                                            |
| 표준새번역 | 그리스도 안에서는 하나님의 모든 신성이 몸이 되어서 충만하게 머물러 있습니다. |            |                                                                       |                  |                                                            |                        |                                                            |
| NIV        | For in Christ all the fullness of the Deity lives in bodily form,            | 가톨릭성경 | 온전히 충만한 신성이 육신의 형태로 그리스도 안에 머무르고 있습니다.   |                  |                                                            |                        |                                                            |
| NASB       | For in Him all the fulness of Deity dwells in bodily form,                   | YLT        | because in him doth tabernacle all the fulness of the Godhead bodily, | WH / NA27 / UBS4 | οτι εν αυτω κατοικει παν το πληρωμα της θεοτητος σωματικως | Textus Receptus (1550) | οτι εν αυτω κατοικει παν το πληρωμα της θεοτητος σωματικως |

영지주의는 물질 세상이 악한 아르콘들에 지배 당하고 있다는 견해를 가졌다. 그리고 이들 중의 하나가 데미우르고스인데, 데미우르고스는 인간의 영혼을 물질 세상 속에 묶어두고 있는 구약성경의 신이라고 보았다.
천상의 플레로마는 신의 생명의 중심부를 이루는 "위에 있는" 빛의 세계이다. 이 빛의 세계는 아이온들(aeons: 영원한 존재들)과 같은 영적인 존재들이 거주하고 있다. 어떤 문헌들에 따르면 아르콘들도 거주한다. 예수는 플레로마로부터 보냄 받은 중재자 이언들 중 한 명인 것으로 해석된다. 나스틱파들은 중재자 아이온인 예수의 도움으로 인류는 인간이 본래 신과 일체였다는 상실된 지식을 회복할 수 있게 되었다고 보았다. 때문에, 플레로마라는 용어는 영지주의자의 우주론에서 핵심적인 요소이다.
또한, 플레로마라는 낱말은 신약성경의 골로새서에서 사용된 후 일반 그리스어 표현들에서도 사용되고 있으며 그리스 정교회에서도 일반적인 의미로 사용되고 있다. 프린스턴 대학교의 일레인 페이걸스(Elaine Pagels)와 같이 '사도 바울이 실제로는 영지주의자였다'는 관점을 주장하는 사람들은 골로새서에 나오는 플레로마에 대한 언급을 영지주의적인 의미로 해석해야 한다고 보고 있다.

### 소피아
영지주의 전통에서 소피아(그리스어: Σoφíα, Sophia, 지혜, wisdom)는 신의 가장 마지막의 최하위 발출물을 지칭한다.
모든 영지주의 신화는 아니지만, 거의 대다수의 영지주의 신화에서 소피아는 데미우르고스를 낳는다. 그리고 데미우르고스는 다시 물질 세상을 창조한다. 물질 세상을 긍정적으로 그리는 경우도 있고 반대로 부정적으로 그리는 경우도 있는데, 물질 세상을 어떻게 보는가 하는 것은 소피아의 행위를 어떻게 묘사하는가에 달려 있다. 소피아는 이따금 히브리어의 아카모트(Achamoth)와 동일한 존재인 것으로 언급된다 (이것은 발렌티누스파의 영지주의 신화의 프톨레마이오스 버전의 특징이다). 소피아를 중심적으로 다루는 유대교 영지주의(Jewish Gnosticism)이 AD 90년까지 활동하였다.
시리아와 이집트 지역의 영지주의의 거의 모든 영지주의 체계들이 우주는 근원적인 불가해한 신으로부터 시작하였다고 가르쳤다. 이들은 이 신을 부모(Parent)로 여겼다. 모노이무스(Monoimus: AD c.150-c.210, 아랍 영지주의자)는 이 신을 모나드(Monad)라 불렀다. 그리고 이 신을 최초의 아이온(First Aeon)이라 여기는 다른 전통들도 있었다. 이 최초의 단일한 태초의 존재, 즉, 하나인 존재는 하위의 아이온들의 쌍들을 순차적으로 발출하였다. 이들 발출된 아이온들의 쌍들 중에서 최하위의 쌍이 소피아(Sophia)와 그리스도(Christ)였다. 아이온들의 전체는 플레로마, 즉, '신의 충만(fullness of God)'을 구성한다. 그러므로 아이온들은 신과 떨어진 별개의 존재가 아니라 신의 성품의 어떤 특질들을 상징적으로 나타내는 것이라고 보아야 한다.

## 신플라톤주의와 영지주의

### 그리스 철학과 영지주의의 역사적 관계
영지주의의 최초 기원이 어디에 있는가 하는 것은 아직까지 불분명하며 논쟁 중인 사항이다. 그러나 플라톤이나 신피타고라스 학파의 사상들이 영지주의의 발생에 영향을 끼쳤을 것이라는 것은 모든 학자들이 대체로 동의하고 있는 바이다. 그리고 이러한 점은 세트파와 발렌티누스파의 경우에서도 마찬가지인 것으로 보인다. 나아가 세트파의 문헌들을 기원후 최초 몇 세기 동안의 세트파의 발전 연대순으로 서로 비교해 보면 후대의 문헌들의 경우 플라톤주의와 지속적으로 상호 작용하고 있었다는 것을 발견할 수 있다. 《아담 계시록》과 같은 초기 문헌들에는 이 문헌들이 기독교 이전에 성립된 것임을 보여주는 지표들이 있다. 그리고 이 문헌들은 아담과 이브의 셋째 아들인 셋에 역점을 두고 있다. 이들 초기 세트파는 노쯔림(Notzrim)이나 오피스파, 혹은 필론이 미누트(Minuth)라고 불렀던 분파와 동일한 분파이거나 또는 관계가 있는 분파일 가능성이 있다. 《조스트리아노스》와 《알로게네스》와 같은 후대의 세트파 문헌들은 초기 세트파 문헌들의 내용을 끌어다 사용하고 있다. 그러나 이 후대의 문헌들에는 "당대의 플라톤주의, 즉 중기 플라톤주의의 후기 철학으로부터 유래한 개념들로서, 기독교적 흔적이 전혀 없는 다수의 철학적 개념들"이 사용되고 있다. 실제로 나그함마디 문서의 문헌들 중 하나인 《알로게네스》에서 발견된 "삼중의 파워를 가진 자"라는 교의는 피에르 하도트(Pierre Hadot)에 따르면, "포르피리오스의 저작이라고 하지만, 실제로는 작자 미상인 《파르메니데스 주해서 (단편 XIV)》에서 발견되는 교의와 동일하며, ...(중략)... 그리고 이 교의는 플로티노스의 저서 《엔네아데스》의 6.7, 17, 13-26에서도 발견된다."

### 신플라톤주의와 영지주의의 철학적 관계
영지주의자들은 많은 개념들과 용어들을 플라톤주의로부터 빌려왔다. 영지주의자들은 그리스 철학의 용어들과 일반 코이네 그리스어를 아주 잘 알고 있었으며 자신들의 문헌들 전반에 그리스 철학의 개념들을 사용하였다. 예를 들어, 실재·존재를 의미하는 휘포스타시스(hypostasis), 에센스·본질·존재를 의미하는 우시아(ousia), 창조신·조물주를 의미하는 데미우르고스(Demiurgos) 등의 컨셉트들을 사용하였다. 그리스 철학에 대한 영지주의자들의 이러한 예리한 이해를 잘 보여주는 문헌으로는 지배자들의 실재성을 의미하는 《아르콘들의 휘포스타시스》(Hypostasis of the Archons)와 세 가지 모습으로 존재하는 최초의 생각을 의미하는 《트리모르픽 프로테노이아》(Trimorphic Protennoia) 등이 있다.

### 신플라톤주의에 의한 거부 및 비판
그러나, 플로티노스, 포르피리오스, 아멜리오스(Amelius)와 같은 3세기의 신플라톤주의자들은 모두 세트파를 공격하였다. 세트파는 기독교 이전에 성립된 한 전통으로부터 시작하여 성장함에 따라 기독교와 플라톤주의의 요소들을 도입하여 혼합주의를 행한 것으로 여겨진다. 그러나 기독교와 플라톤주의는 세트파를 거부하고 등을 돌렸다. 존 디 터너(John D Turner) 교수는 이 양쪽의 공격으로 인해 세트파는 오디우스파(Audians), 보르보로스파(Borborites), 아르콘파(Archontics) 및 아마도 피비오나이트파(Phibionites), 스트라티오티시파(Stratiotici), 세쿤드파(Secundians) 등과 같은 여러 소 그룹들로 나누어졌다고 믿고 있다. 나스티시즘에 대한 학자들의 연구는 나그함마디 문서의 발견과 번역으로 인해 크게 진척되었다. 나그함마디 문서는 플로티노스와 포르피리오스가 나스틱파에 대해 남긴 당혹스러운 비판들 중 몇 가지를 이해할 수 있게 하는 실마리를 준다. 더 중요한 점은 나그함마디 문서는 서로 다른 유형의 초기 나스틱파들을 구분함에 있어 도움을 준다는 것이다. "세트파"와 "발렌티누스파" 가 후대의 고대 철학과 "조정 또는 화해, 나아가 제휴 또는 연합하려는 노력"을 시도했으며, 이러한 시도는 플로티노스를 포함한 몇몇 신플라톤주의자들에 의해 거부되었다는 것은 현재로서는 명확한 사실이었던 것으로 보인다.
비기독교 신비가였던 플로티노스는 자신의 반대자들을 플라톤주의의 이단자들이며 엘리트주의 신성 모독자들이라고 여겼다. 플로티노스는 자신의 반대자들이 '악의 문제'(problem of evil)에 대한 해결책으로 악신론에 빠졌다고 보았다. 그리고 이러한 견해는 전통적인 헬레니즘 철학 또는 신비주의도 아니며 진정한 헬레니즘 철학 또는 신비주의도 아니라고 보았다. 즉 자신의 반대자들이 주장하는 진리들은 모두 플라톤으로부터 빌려와서 만들어진 것인데, 이러한 빌려온 진리들을 플로티노스 자신이 표명하였던 하나인 존재 즉 모나드인 무한한 힘은 지식과 비지식을 통해서 다가할 수 있는 존재가 아니라는 개념와 혼합시켜 만들어진 것이 영지주의자들의 교의라고 주장하였다. 플로티노스가 자신의 반대자로 지칭한 영지주의자가 실제로 어떤 영지주의지였는지는 학자들 간에 견해가 다르긴 하지만, 세트파였음이 거의 확실시 된다.
자신이 알고 있던 영지주의파를 반대함에 있어 플로티노스의 주된 논점은 이들이 데미우르고스 즉 뒤아드(dyad)의 선함과 물질 세상의 선함을 거부했다는 점이었다. 플로티노스는 이들이 《티마이오스》에서 서술된 것과 같은 플라톤의 우주적 존재론을 끌어내려서는 천하고 타락된 것으로 만들고 있다고 공격하였다. 플로티노스는 나스틱파들이 데미우르고스 즉 물질 세상을 창조한 조물주를 중상 모략하고 있으며 나아가 물질 세상이 악하며 감옥이라고 생각한다고 비판하였다. 영지주의자들의 이러한 견해와는 달리, 데미우르고스는 누스(nous) 즉 모나드의 첫 번째 발출물인 뒤아드(dyad)이며, 만물을 질서 있게 하는 원리 즉 마음(mind)이며, 또한 이성(reason)이라고 플로티노스는 말하였다. 또한 플로티노스는 데미어지가 소피아라고 불리는 여신으로 묘사된 지혜의 자식이라는 영지주의자의 데미우르고스의 소피아 기원설에 대해서도 반대하였다. 플로티노스에 따르면, 소피아 즉 지혜는 그리스 신화의 아테나 여신이나 기독교의 성령처럼 모나드의 여성적인 속성들 중 하나를 의인화하여 표현한 것일 뿐이었다. 또한 플로티노스의 영지주의파에 대한 비판은 다소 과도하게 격해져 논점을 벗어난 경우가 한 번 있었는데, 만약 영지주의자들이 이 세상이 감옥이라고 믿는다면 자살함으로써 언제든지 이 세상으로부터 자유로워질 수 있을 것이라는 말을 한 것이 그 경우였다.
나그함마디 문서의 문헌들에 의거할 때, 영지주의자에 대한 플로티노스의 비판과 주장들은 어느 정도는 타당한 것으로 판명되었다. 하지만 나그함마디 문서에 속한 발렌티누스파의 문헌들과 《3부 논문》(Tripartite Tractate)에서는 세상과 데미우르고스가 선하다는 것을 주장하고 있기 때문에 플로티노스의 주장은 모든 영지주의자들에 대해서는 타당한 주장이라고는 볼 수 없다는 것이 판명되었다.

## 불교와 영지주의
히폴리토스와 에피파니우스 등의 3~4세기의 기독교 저술가들은 스키티아누스(Scythianus)라는 인물에 대해 언급하고 있다. 이 저술가들에 따르면, 스키티아누스는 기원후 50년 경에 인도를 방문하여 인도로부터 "두 원리들의 교의"를 가지고 왔다. 예루살렘의 키릴로스(Cyril of Jerusalem)에 따르면, 스키티아누스의 제자였던 테레빈투스(Terebinthus)는 자신을 "붓다(Buddha)"라고 하였다. 테레빈투스는 팔레스타인과 유대로 갔다. 그 후 최종적으로 바빌론에 정착하였는데, 여기서 테레빈투스는 자신의 가르침을 마니에게 전하였고, 그 결과 마니는 마니교의 창시자가 되었다:
그러나 스키티아누스의 제자였던 테레빈투스는 사악한 오류에 빠져서는 스키티아누스의 재산과 책들과 이단적 교의를 물려받았다. 그 후 팔레스타인으로 갔는데 유대에서 사람들에게 알려졌고 그리고 비난 받았다. 이 때문에 그는 최종적으로 페르시아로 들어갔다. 그런데 팔레스타인과 유대에 있는 동안 그는 사람들이 알아보지 못하도록 하기 위해 자신의 이름을 바꾸었는데 그는 자신을 붓다스(Buddas)라고 불렀다.— 예루살렘의 키릴로스, 《교리 문답 강의 6》

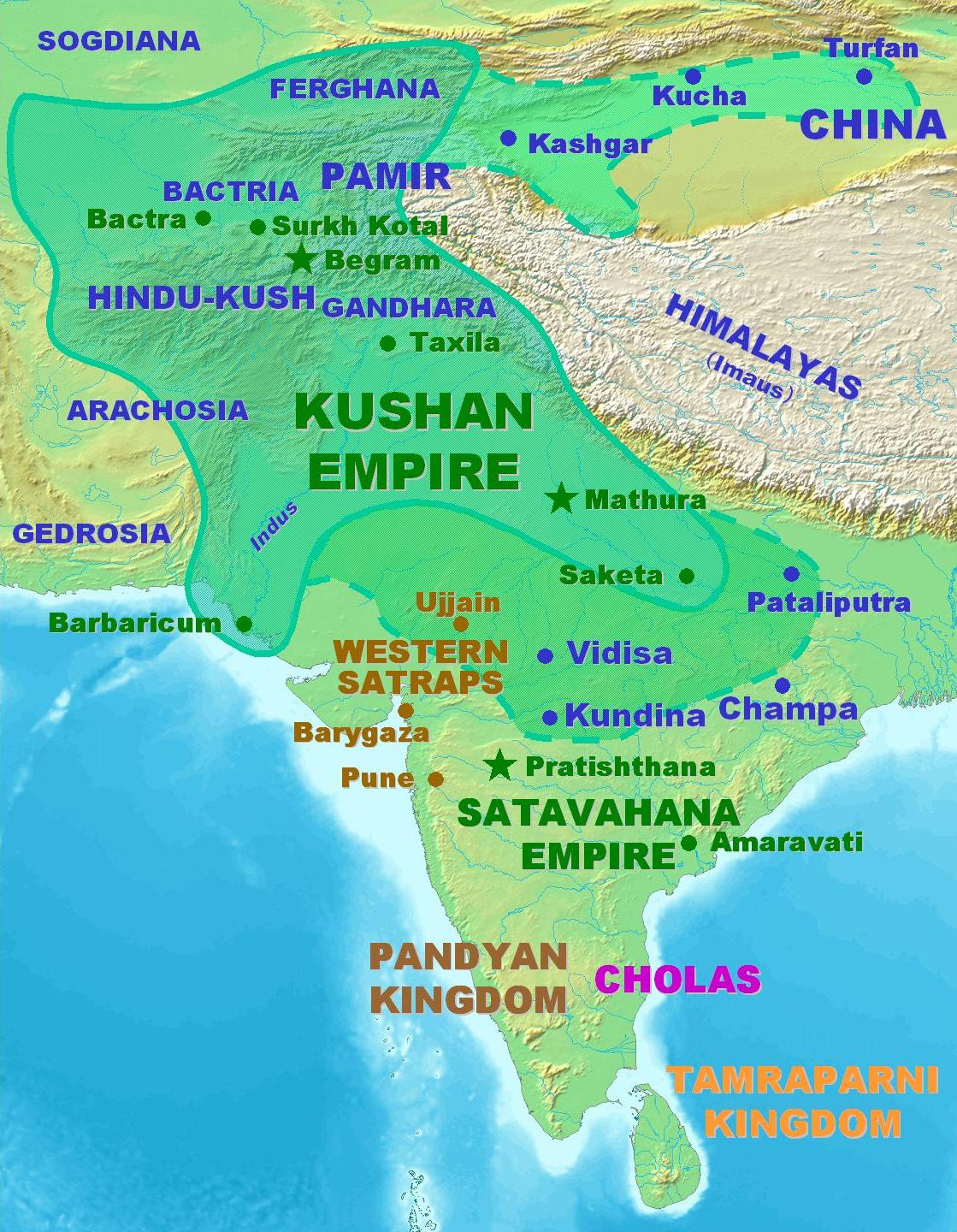
쿠샨 제국(Kushan Empire, 月支, 월지: c. 60-375)의 영토: 점선은 카니슈카(Kanishka, 迦膩色迦, 가니색가: 재위 127-151)왕 때의 최대 판도

3세기에, 시리아의 저술가이자 기독교 영지주의 신학자였던 바르 다이산(Bar Daisan: 154-222)은 인도로부터 온 성자(聖者)들의 종교 사절단과 나눈 교류에 대해 기술하였다. 바르 다이산에 따르면, 이들은 시리아를 통해 로마 황제 엘라가발루스 또는 세베루스 왕조의 한 로마 황제에게로 가는 중이었다. 바르 다이산의 서술은 포르피리오스에 의해서도 언급되었고(《De abstin.》, iv, 17) 또한 스토바이우스(Stobaeus)에 의해서도 언급되었다(《Eccles.》, iii, 56, 141).
마침내, 기원후 3세기부터 12세기까지, 기독교·유대교·불교의 요소들을 결합한 마니교와 같은 영지주의 종교들이 구세계 전역으로, 그리고 서쪽으로는 골과 그레이트브리튼섬으로, 동쪽으로는 중국으로 널리 전파되었다. 당시에, 어거스틴과 같은 몇몇 주요 신학자들은 마니교 신자들이었다가 정통파 기독교로 개종하였다.
아마도 이러한 교류들 중 많은 것들이 기록되지 않았을 것으로 보인다. 그리고 이러한 교류들은 불교가 초기 기독교에 일정 정도 영향을 끼쳤다는 것을 시사한다:
학자들은 종종 불교가 기독교의 초기 발전에 영향을 끼쳤을 것이라고 생각한다. 학자들은 붓다과 예수의 탄생, 삶, 교의, 죽음에서 많은 유사점들이 있다는 것에 주목하여 왔다.— 벤틀리 레이턴(Bentley Layton), 《구세계와 만난 사람들》(Old World Encounters)

그러나, 이러한 2차적인 자료가 아닌 1차 자료인 나그함마디 문서의 문헌들만을 대상으로 할 때, 기독교·유대교·헬레니즘 철학의 요소들이 뚜렷이 발견되는만큼 불교의 요소들이 이들 시리아-이집트 영지주의의 문헌들에서 직접적으로 나타나는 것은 아니다.

## 기독교와 영지주의

### 정통파 기독교와 영지주의의 차이점
"영지주의/영지주의자(Gnostic/Gnosticism)" 정통파 기독교와 영지주의 사이에는 다음과 같은 차이점들이 있다:
| 정통파 기독교 | 영지주의 |
| --- | --- |
| 창조주와 피조물간에는 근본적인 차이가 있음을 강조하였다. | 진정한 자아는 빛의 스파크인데 신적인 상태로부터 실락하여 물질성에 묶여 있는 상태라고 하였다.                          |
| 피조물과 하느님을 분리시키는 것은 "죄"이며 되돌아가는 길은 회개라고 가르쳤다.                                                                                                | 인간은 환영으로 인해 고통 받고 있는 상태인데 깨달음을 통해서만 고통 받는 상태로부터 구원된다고 믿었다.                |
| 정통파 기독교인들에게 예수는 구세주 또는 구원자였다. | 영지주의자들에게 예수는 진리를 드러내 보여주는 계시자였다.                                                            |
| "그리스도"는 실락한 자아를 완전히 초월한 주님이며 하느님의 아들이라는 개념을 선호하였다.                                                                                     | 자아의 내부에서 '말씀'을 들을 때 그 사람에게 비로소 각성되는 "살아 있는 예수"에 관심을 기울였다.                      |
| 성경의 첫 조목에서 하느님 아버지께서 물질과 영을 동등히 선하게 만드셨다고 선언하였다. 하지만 이러한 믿음에 따라 살기 위해서는 곤란과 수고를 감내하고 이겨내야 한다고 하였다. | 물질 세상은 구원에 이르는 길에 놓여 있는 장애물이라고 보는 경향성을 가졌다.                                           |
| 성경에 나타나는 것과 같은 명확한 진술들을 통해 신학적 교의들을 표명하였다.                                                                                                   | 상징들과 "비밀한" 의미들로 가득 찬 신화적이고 시적인 글들로 신학적 교의들을 우화적으로 표명하는 것을 특히 선호하였다. |
| 상주하는 현재 용어로 "감독", "목사", "전도사"(개신교), "주교"·사제·부제(천주교)로 구성된 남성 중심의 교계 제도를 가졌으며, 이들은 "사도들의 전통을 잇고 있다"고 주장하였다.  | 사도들이 행한 것과 같은 순회 설교자·교사·예언자들의 패턴을 보존·유지하였다. 이들에는 여성들도 포함되었다.             |

## 결함이 잠재하는 분류로서의 '영지주의'
1966년에 이탈리아 메시나에서 영지주의 체계들에 대한 회의가 열렸다. 이 회의의 여러 목적 가운데는 최근에 발견된 나그함마디 문서를 번역하는 프로그램을 마련하는 것과 '영지주의(Gnosticism)'의 정확한 정의에 대해 합의를 보는 것이 포함되어 있었다. 이들 중에서 후자는 '그노시스적(gnostic)'이라는 용어를 이 용어의 기원이 함의하는 용법으로 사용하는 것이 아니라, 당대의 철학과 종교 운동을 해석하는 분류 개념으로서 사용하는, 18세기 이래로 유행하고 있던 경향성에 대해 답하는 것이었다. 예들 들어, 1835년에 신약 성경 학자인 페르디난드 크리스천 바우어(Ferdinand Christian Baur)는 헤겔의 종교 철학에서 절정을 이루는 영지주의 발전 모델을 구성하였다. 문학평론가 하롤드 블룸(Harold Bloom)은 현대 미국의 종교에서 영지주의 요소들을 찾으려고 시도하였다. 에릭 보에겔린(Eric Voegelin)은 영지주의의 해석을 제공하는 렌즈로 사용하여 전체주의적인 충동들을 해석하였다.
크리스토프 마르크쉬스(Christoph Markschies)는 이 회의에서 합의된 영지주의에 관한 '신중한 제안'을 다음과 같이 설명하였다:
메시나 회의의 결론 문서에서 제시된 제안은 '영지주의(gnosticism)'이라는 용어는 '예수 그리스도 이후의 2세기의 특정 신앙 체계 그룹'을 가리키는 '역사적·분류적 방법'으로 사용하며, '그노시스(gnosis)'라는 용어는 '엘리트를 위한 신적인 신비의 지식'이라고 기술되는 '시대를 초월하는 지식'을 가리키는 용도로 사용한다는 것이었다.— 크리스토프 마르크쉬스, 《Gnosis: An Introduction》, 13쪽

이 제안이 뜻하는 바는 '영지주의(Gnosticism)'은 3세기에 유행하였던 그노시스적 운동을 가리키는 역사적인 의미의 용어로만 사용하며, 반면 '그노시스(gnosis)'는 '특권적인 엘리트를 위한' 어떤 지식 체계를 가리키는 일반 용어로 사용한다는 의미이다. 그러나 용어들의 의미를 명확히 하려는 이러한 노력은 사실 더 많은 개념상의 혼란을 야기하였는데, 그 이유는 역사적인 용어인 '영지주의'은 완전히 현대에서 만들어진 말인 반면 새로운 일반 용어인 '그노시스'는 오히려 역사적인 용어'였기' 때문이다. 즉, 고대 신학자들이 "그노시스"라고 불렀던 것이 이 회의로 인해 "영지주의"이라고 불리게 된 것이다. 역사적인 의미로는 전혀 사용된 적이 없다고 할 수 있는 개념이 메시나 회의에서 만들어진 것이다. 고대에서, 모두가 지식이 삶에서 핵심적으로 중요한 것이라는 것에 동의하였다. 하지만, 무엇이 지식을 구성하는지에 대해서는 의견이 일치하는 사람들이 거의 없었다. 즉, 메시나 회의의 결론 문서에서 전제로 삼은 통일적인 개념은 존재하지 않았던 것이다.
이러한 결함들은 영지주의의 정확한 정의에 대한 문제들이 여전히 계속 존재한다는 것을 의미한다. 그렇기는 하나, 지금의 관습으로는, 메시나 회의에서 제안한 대로 '영지주의'이라는 낱말은 역사적인 의미로 사용하고 '그노시스'라는 낱말은 일반 명사로 사용하는 것이 보편적으로 통용되고 있다. 앞에서 제기된 이슈들 외에도, 3세기의 종교들에 대한 분류 개념으로 '영지주의'이라는 용어를 사용하는 것이 적절한가에 대한 의문이 또한 제기되었다. 이와 관련하여 주목할만한 저서는 마이클 앨런 윌리엄스(Michael Allen Williams)의 《영지주의를 다시 생각한다: 모호한 분류를 제거하자는 주장》(Rethinking Gnosticism: An Argument for the Dismantling of a Dubious Category)이다. 이 책에서 마이클 앨런 윌리엄스는 분류 개념으로서의 영지주의를 규정하는 가설들을 조사하여 이 가설들이 나스틱파 문헌들의 실제 내용과 일치하는 지를 면밀히 비교하였다. 그리고 이 작업에서 그는 새로 발견된 나그함마디 문서의 문헌들을 가장 중요한 근거 자료로 사용하였다.
마이클 앨런 윌리엄스는 영지주의라는 분류의 개념적인 토대를 구성하고 있는 가설들은 기독교의 이단 연구자들이 제기했던 주장들의 유산들이라고 주장하였다. 특히, 그는 영지주의가 이원론(二元論)이었다는 가설과, 영지주의자들이 육체와 물질을 악으로 보고 증오하였다는 가설과, 영지주의자들이 물질 세상 또는 물질 우주에 대해 적대감을 가졌다는 반우주주의(反宇宙注意, anticosmism) 가설이 영지주의자들의 1차 문헌을 토대로 한 적절한 "검증(檢證)" 없이 주장되는 경우가 너무 흔하다고 말하였다. 그는 초기 기독교 교회의 이단 연구자들이 영지주의자들에 대해 취했던 적대적인 노력들로 인해 형성된 개념들이, 이제는 이러한 개념들이 바른 것인지를 검증할 수 있는 수단들이 있음에도 불구하고, 여전히 현대 학자들에 의해 여과 없이 수용되어 영지주의파들을 일괄적으로 분류하는 "분류 개념들"로서 사용되고 있다고 말하였다. 마이클 앨런 윌리엄스는 이러한 개념들을 영지주의파들의 1차 자료들을 통해 검증해 보면 '영지주의'이라는 분류가 모호하다는 것이 드러난다고 주장하였다. 그리고 그는 나스틱 종교 운동들을 제대로 더 정확히 나타내는 새로운 용어로 '영지주의'이라는 용어를 대체할 필요가 있다고 결론을 내렸다. 마이클 앨런 윌리엄스의 이러한 견해들은 학자들의 토론과 논쟁을 촉발하였다. 그렇기는 하나, '영지주의'이라는 용어의 대체 용어로 그가 제안한 '성경적 데미우르고스 전통(Biblical demiurgical tradition)'이라는 용어는, 결과적으로, 현재 널리 사용되고 있지 않다.

## 현대의 영지주의
블레이크, 쇼펜하우어, 파이크(A. Pike), 블라바츠키를 비롯한 많은 19세기 사상가들이 영지주의 사상을 해박하게 연구하였고 그 영향을 받았다. 그리고 멜빌과 예이츠 같은 인물들은 간접적인 영향을 받았다. 두아넬(J. Doinel)은 1890년에 프랑스에서 나스틱 교회를 "재설립하였다". 그가 설립한 교회는 그의 여러 직접적인 계승자들을 통해 그 모습이 바뀌었다. 이들 중 가장 두드러진 인물들로는 타우 시네시우스(Tau Synésius)로서의 파브르 데 에사드(Fabre des Essarts)와 타우 장 II(Tau Jean II)으로서의 조아니 브리코드(Joanny Bricaud)가 있다. 이 영지주의 교회는 비록 소규모이지만 지금도 활동하고 있다.
영지주의를 깊이 연구하고 크게 영향을 받은 20세기 초기의 사상가들로는 융(영지주의를 지지함), 에릭 푀겔린(Eric Voegelin: 영지주의를 반대함), 보르헤스(자신의 여러 단편 소설에 영지주의를 포함시켰다), 알리스터 크롤리가 있다. 헤르만 헤세 등은 이들 보다는 완화된 영향을 받았다. 르네 귀농(Rene Guenon)은 1909년에 라 그노세(La Gnose)라는 영지주의 관련 저널 발행을 시작하였다. 에클레시아 그노스티카 카톨리카(Ecclesia Gnostica Catholica →보편적 영지주의 교회)와 오르도 템플리 오리엔티스(Ordo Templi Orientis →동방의 템플 기사단)와 같은 영지주의 텔레마 단체들은 자신들의 기원은 알리스터 크롤리의 사상에 있다고 말하고 있다.
1945년 이래의 나그함마디 문서의 발견과 번역은 제2차 세계 대전 이후의 영지주의에 심대한 영향을 끼쳤다. 이 시기 중에 영지주의로부터 큰 영향을 받은 인물들로는 한스 요나스(Hans Jonas), 필립 킨드레드 딕(Philip K. Dick), 블룸이 있으며, 보다 작은 영향을 받은 인물들로는 카뮈와 긴즈버그가 있다. 또한, 자신들을 영지주의파라고 생각하는 많은 교회 조직들이 제2차 세계 대전 이후에 설립 또는 재설립되었는데, 노부스 스피리투스 협회(Society of Novus Spiritus), 에클레시아 그노스티카(Ecclesia Gnostica), 토마스 교회(Thomasine Church), 사도 요한 교회(Apostolic Johannite Church), 알렉산드리아 나스틱 교회(Alexandrian Gnostic Church), 북아메리카 나스틱 주교 대학(North American College of Gnostic Bishops) 등이 이들에 속한다. 실리아 그린(Celia Green)은 자신의 철학과 관련하여 기독교 영지주의에 대한 글을 저술하였다.

## 같이 보기
- 고대 로마(Ancient Rome)
- 고대 이집트 종교(Ancient Egyptian religion)
- 기독교 교부(Church Fathers)
- 기독교 비판(Criticism of Christianity)
- 기독교 신비주의(Christian mysticism)
- 니케아 공의회(First Council of Nicaea)
- 율법폐기론(Antinomianism)
- 불교(Buddhism)
- 신플라톤주의(Neoplatonism)
- 신정론(神正論, Theodicy)
- 헤르메스주의(연금술 학파, Hermeticism)
- 악의 문제(Problem of evil)
- 외경(外經, Apocrypha)
- 유대교(Judaism)
- 이원론(二元論, Dualism)
- 일원론(一元論, Monism)
- 자유분방주의(Libertinism)
- 지식론(Gnosiology)
- 정경(正經, Biblical canon)
- 조로아스터교(Zoroastrianism)
- 플라톤주의(Platonism)
- 마르키온(Marcion)
- 마르키온파(Marcionism)
- 카발라

### 내용주
1. ↑  앞에서 모나드가 큰 것도 작은 것도 아니라고 하고서는, 여기서는 모나드가 광대무변하다고 말하는 것이 모순처럼 보일 수도 있다. 하지만 여기서의 광대무변은 단지 크다는 것만을 의미하지 않으며, 장자의 《장자》와 원효의 《대승기신론소》에 나오는 입무내(入無內)와 포무외(苞無外)를 포괄하는 의미로 해석하는 것이 타당할 것이다. 나아가 노자의 《도덕경》과 원효의 《대승기신론소》에 나오는 현지우현(玄之又玄)의 의미인 것으로 볼 수 있을 것이다.
참고로, 원효는 《대승기신론소》에서 대승의 체(體)에 대해 다음과 같이 말하고 있다. 대승의 체는 모나드와 대응하는 개념이라 할 수 있다.

標宗體者。
然夫大乘之為體也。蕭焉空寂。湛爾沖玄。玄之又玄之。
豈出萬像之表。寂之又寂之。猶在百家之談。
非像表也五眼不能見其軀。
在言裏也四辯不能談其狀。欲言大矣。入無內而莫遺。
欲言微矣。苞無外而有餘。引之於有。
一如用之而空。獲之於無。萬物乘之而生。
不知何以言之。強號之謂大乘。(《기신론소》, T44n1844_p0202a26(01) - p0202b04(05), CBETA. 2015년 10월 3일에 확인. 보관됨 2009-02-09 - 웨이백 머신)

종체를 표방함[標宗體]이란, 대승의 체(體)됨[진리, 근본바탕]은 아무런 자취도 없이 공적(空寂)하고 아무런 조짐(기미)도 없이 충허(沖虛)하여 현묘하고 현묘하지만 어찌 만상의 밖에 벗어나 있겠는가? 그리고 고요하고 고요하지만 오히려 백가의 담론(談論) 속에 있도다. 형상(形像)으로 드러나는 것이 아닌지라 5안(眼)으로는 그 몸뚱이를 볼 수 없으며, 말 속에 있지만 4변으로도 그 형상(形狀)을 표현할 수 없다. 크다고 말하자니 안이 없을 정도로 작은 곳에 들어가고도 남음이 없고, 작다고 말하자니 바깥 경계가 없을 정도로 큰 것을 머금고도 오히려 남음이 있다. 유(有)의 영역에 끌어넣자니 일여(一如)가 이것을 써서 텅 비게 되고, 무(無)의 영역에 귀속시키려 하니 만물이 이것을 타고 일어난다. 이렇게 상대적인 개념으로 그 바탕을 규정할 수 없기 때문에 억지로 이름하여 ‘대승(大乘)’이라고 한다. (조한석 번역, 《대승기신론소기회본》.  2015년 10월 3일에 확인.)
2. ↑  마니교가 동쪽과 서쪽으로 퍼졌다고 할 때의 동쪽과 서쪽이란 마니의 출생지이자 활동지인 페르시아의 바빌로니아 주, 즉 사산 제국의 아수리스탄 주, 즉 지금의 이라크를 기준으로 한 동쪽과 서쪽을 말한다.
3. ↑  탈무드에서 "미님"(minim)이라는 낱말은 종종 영지주의파를 의미한다. 이러한 점은 프리드랜더(Friedländer)에 의해 지적된 것으로 프리드랜더 이전에는 크로크말(Krochmal)과 그래츠(Grätz)가 같은 견해를 표명하였다. 참고: 《유대대백과사전》의 "Gnosticism" 항목.

### 참조주
1. ↑  Magris 2005, 3515–3516쪽.
2. 1 2 3  Pagels, Elaine (1989). 《The Gnostic Gospels》 (PDF). New York: Random House. xx쪽.
3. ↑  Bataille, Georges (1930). “Base Materialism and Gnosticism”. 《Visions of Excess: Selected Writings, 1927-1939》: 47.
4. ↑  The Social World of the First Christians (1995) ISBN 0-06-064586-5, essay "Prolegomena to the Study of Ancient Gnosticism" by Bentley Layton
5. ↑  Jerome Friedman (1978). 《Michael Servetus: A Case Study in Total Heresy》. 142쪽. ISBN 2-600-03075-1.
6. 1 2 3  (영어) "Gnosticism" 항목, 《Encyclopædia Britannica 2009》.
7. 1 2 3 4 5 6 7 8 9  《Microsoft Encarta 2009》, "GNOSTICISM" 항목
8. 1 2 3 4 5 6  Frank K. Flinn, J. Gordon Melton 《Encyclopedia of Catholicism》, "Gnostic/Gnosticism" 항목, Facts On File, Inc., 2007. ISBN 0-8160-5455-X.
9. 1 2  Pagels, Elaine. 《The Gnostic Gospels》, Vintage Press, 1989, pgs. 18, 37, 42.
10. 1 2  《Britannica Encyclopedia of World Religions》, "GNOSTICISM" 항목, ENCYCLOPÆDIA BRITANNICA, INC., 2006.
11. 1 2 3  Wouter J. Hanegraaff, ed. 《Dictionary of Gnosis & Western Esotericism》, "Gnosticism I: Gnostic Religion" 항목, Koninklijke Brill NV, 2006. ISBN 9004152318, ISBN 9789004152311.
12. ↑  Hinnells, John. 《Pleroma》. A New Dictionary of Religions.
13. 1 2  (영어) King (1887). p.81
14. 1 2  (영어) 히폴리토스, 《필로소푸메나(The Refutation of All Heresies)》, 7권 14-15장. 2011년 1월 27일에 확인.
15. 1 2  Walker, Benjamin (1990). 《Gnosticism: Its History and Influence.》, Harper Collins. ISBN 1-85274-057-4.
16. 1 2 3 4  《Valentinian Monism》. The Gnostic Society Library. 2009년 2월 12일에 확인.
17. 1 2 3  《The Tripartite Tractate》. The Gnostic Society Library. 2009년 2월 12일에 확인.
18. ↑  Mead, G. R. S. (1906), 《Fragments of a faith forgotten》p.139.
Thus it was a custom with them to divide mankind into three classes: (a) the lowest, or "hylics," were those who were so entirely dead to spiritual things that they were as the hylē, or unperceptive matter of the world; (b) the intermediate class were called "phychics," for though believers in things spiritual, they were believers simply, and required miracles and signs to strengthen their faith; (c) whereas the "pneumatics," or spiritual, the highest class, were those capable of knowledge of spiritual matters, those who could receive the Gnosis.
19. ↑  Teke, Charles (PDF). Towards a Poetics of Becoming: Samuel Taylor Coleridge’s and John Keats’s Aesthetics Between Idealism and Deconstruction 보관됨 2009-03-19 - 웨이백 머신. Universität Regensburg. 2009년 2월 12일에 확인.
20. 1 2  The Apocryphon of John Collection (at the Gnosis Archive). 2011년 10월 6일에 확인.
21. ↑  영문: I then asked him, “Lord, what of the souls of the people who do not know whose people they are? Where do they go?”

He responded, “In those people the artificial spirit has grown strong and they have gone astray. Their souls are burdened, drawn to wickedness, and cast into forgetfulness.”

“When they come forth from the body, such a soul is given over to the powers created by the rulers, bound in chains, and cast into prison again. Around and around it goes until it manages to become free from forgetfulness through knowledge. And so, eventually, it becomes perfect and is saved.”
22. 1 2  《Com. in Matt.》, l.c.
23. ↑  영문: You have come not to suffer

but to break your fetters.

Break free, and what has bound you will be broken
24. 1 2  《An Introduction to Gnosticism and The Nag Hammadi Library》. The Gnostic Society Library. 2009년 12월 2일에 확인.
25. ↑  David_Mumford Macuch, Rudolf (1965). 《Handbook of Classical and Modern Mandaic》. Berlin: De Gruyter & Co.. pp. 61 fn. 105.
26. ↑  The Gnostic World View: A Brief Introduction. The Gnosis Archive. 2009년 12월 2일에 확인.
27. ↑  (영어) 《이집트 복음서》의 영문 번역본, Gnostic Society Library. 2011년 4월 17일에 확인.
28. ↑  Matthew 11:14:
[KJV] And if ye will receive it, this is Elias, which was for to come.
[NIV] And if you are willing to accept it, he is the Elijah who was to come.
[공동번역] 너희가 그 예언을 받아 들인다면 다시 오기로 된 엘리야가 바로 그 요한임을 알 것이다.
[가톨릭성경] 너희가 그것을 받아들이고자 한다면, 요한이 바로 오기로 되어 있는 엘리야다.
[개역한글] 만일 너희가 즐겨 받을진대 오리라 한 엘리야가 곧 이 사람이니라
[표준새번역] 너희가 그 예언을 받아들이고자 하면, 요한 바로 그 사람이 오기로 되어 있는 엘리야이다.
29. ↑  Honer, George 번역 (1924), 《Pistis Sophia》, p. 6:
It happened therefore, having come unto the midst of the Rulers of the Aeons, I looked down unto the World of the mankind by the command of the First Mystery, I found Elisabet the mother of Iohannes, [12°] the baptist, before that that (woman) yet conceived him, I sowed a power into her, this which I received from the little Iao, the good, he who (is) in the Middle, that he should prevail to preach in front of us, and prepare my road and baptise in water for forgiving sin. That power therefore, that (is) that which becometh in the body of Iohannes, and also in the Place of the soul of the Rulers, destined to receive it, I found the soul of Helias the prophet in the Aeons of the Sphere, and I took him in, and I took his soul also, I brought it to the Virgin of the Light and she gave it to her Receivers, they brought it unto the Sphere of the [13a] Rulers and they cast it into the womb of Elisabet. But the power of the little Iao, he of the Middle, and the soul of Helias the prophet, they (are) those which are bound in the body of Iohannes the baptist.
30. ↑  (영어) "Gnosticism" 항목, 《유대 대백과사전(Jewish Encyclopedia)》. 2011년 1월 27일에 확인.
31. 1 2  《Encyclopedic Theosophical Glossary》, "Gnostics" 항목. Theosophical University Press, 2009.
32. ↑  Owens, Lance S., "An Introduction to Gnosticism and The Nag Hammadi Library", The Gnostic Society Library. 2011년 1월 18일에 확인.
33. ↑  “Demiurge”. Catholic Encyclopedia. 2009년 2월 12일에 확인함.
34. ↑  “Plato, Republic 588A-589B”. "The Gnostic Society Library. 2009년 2월 12일에 확인함.
35. 1 2 3 4 5 6 7 8  “The Apocryphon of John”. The Gnostic Society Library. 2009년 2월 12일에 확인함.
36. ↑  “Faith (pistis) and Knowledge (gnosis)”. The Gnostic Society Library. 2009년 2월 12일에 확인함.
37. ↑  Huidekoper, Frederic (1891). 《Judaism at Rome: B.C. 76 to A.D. 140》. D. G. Francis. 331쪽. First on our list stand the Gnostics...
38. ↑  이레나이우스. I권 31장 "Doctrines of the Cainites" 2절. 2009년 2월 13일에 확인.
39. ↑  한스 요나스 《The Gnostic Religion》, p. 42, Beacon Press, 1963 ISBN 0-8070-5799-1; 1st ed. 1958
40. 1 2  Middle Persian Sources: D. N. MacKenzie, Mani’s Šābuhragān, pt. 1 (text and translation), BSOAS 42/3, 1979, pp. 500-34, pt. 2 (glossary and plates), BSOAS 43/2, 1980, pp. 288-310.
41. 1 2  Bevan, A. A. (1930). 《Manichaeism》. Encyclopaedia of Religion and Ethics, Volume VIII Ed. James Hastings. London
42. ↑  Zaehner, Richard Charles (1961). 《The Dawn and Twilight of Zoroastrianism》. Putnam. ISBN 1-84212-165-0 (2003 Phoenix ed) |isbn= 값 확인 필요: invalid character (도움말).
43. ↑  Pagels, Elaine (1978). 《The Gnostic Gospels》.
44. ↑  Schoedel, William (1980). 《'Gnostic Monism and the Gospel of Truth' in "The Rediscovery of Gnosticism, Vol.1: The School of Valentinus", (ed.) Bentley Layton,》. Leiden: E.J.Brill.
45. 1 2  Layton (1987), Introduction to "Against Heresies" by St. Irenaeus
46. ↑  Williams, (1987). "《Panarion》 40.2.4 Against Archontics", p. 263. 2010년 8월 17에 확인.
47. ↑  이레나이우스. I권 23장 "Doctrines and practices of Simon Magus and Menander" 3절. 2010년 8월 17에 확인.
48. ↑  이레나이우스. I권 25장 "Doctrines of Carpocrates" 4절. 2010년 8월 17에 확인.
49. ↑  Rudolph (1987), p. 262
50. ↑  로마 황제 콘스탄티누스는 이 분파들을 금지하는 입법을 추진하였다.
51. ↑  Markschies (2000), p. 94
52. ↑  쿠르트 루돌프(Kurt Rudolph) (1977). 《그노시스: 나스티시즘의 성격과 구조(Gnosis: The Nature & Structure of Gnosticism》. 라이프치히: Koehler and Amelang.
53. ↑  고전 문헌(Classical Texts): 《악타 아르켈라이 = 이단 창시자 마네스와의 논쟁(Acta Archelai)》 (PDF). 76쪽. 이제, 마니는 다음과 같이 말하였다: 모세와 유대인들과 그 사제들과 이야기하고 있는 존재는 어둠의 아르콘이다. 그리고 기독교인들, 유대인들 그리고 이교도들은 하나이고 동일하다. 왜냐하면 이 사람들은 모세와 유대인들과 그 사제들과 동일한 신을 숭배하고 있기 때문이다. 어둠의 아르콘 자신이 원하는 것을 위해 어둠의 아르콘은 사람들을 유혹한다. 왜냐하면 어둠의 아르콘은 진리의 신(god of truth)이 아니기 때문이다. 그러므로 모세와 그 예언자들과 이야기 하였던 신에게 믿음(hope = 희망)을 두는 사람들은 모두 어둠의 아르콘에 의해 속박될 수밖에 없다. 이것은 이들이 진리의 신에게 믿음(hope = 희망)을 두지 않기 때문이다. 왜냐하면 어둠의 아르콘은 (단지) 각 사람들이 원하는 바에 따라 그 사람과 이야기 나누기 때문이다.
54. ↑  마찬가지로, 또 다른 영지주의자였던 마니교는 신과 물질을 대립하는 위치에 놓는 비슷한 이원론적 교의를 가르쳤다. 이 이원론적 교의는 빛의 원소들 삼켜서 가둔 어둠의 힘들에 의해 원초 인간이 좌절의 상태에 있다는 내용을 포함하고 있는 정교한 우주론적 신화를 표현하고 있다. 그러므로, 마니에게는 세상을 창조한 악한 신이 바로 유대교의 여호와(Jehovah = 야훼 = 여호와)였다. 마니는 다음과 같이 말하였다: "모세와 유대인들과 유대인들의 사제들과 이야기하였던 존재는 다름 아닌 바로 어둠의 군주였다. 그러므로, 기독교인들, 유대인들, 그리고 이교도들이 이 신을 숭배할 때, 이들은 동일한 오류 속에 빠지게 된다. 왜냐하면 이 신은 그들에게 가르쳤던 욕정(欲情, lusts)들 속에서 이들이 길을 잃고 타락하도록 이끌기 때문이다."
55. ↑  González, Justo L.(1970). 《A History of Christian Thought, Vol. I》. Abingdon. 132-3쪽.
56. ↑  예수가 요셉과 마리아 사이에서 일반 사람들처럼 태어났으나 세례를 받을 때에 하느님의 아들로 선택되어 하느님의 양자로 입양되었다는 소수 기독교인들의 믿음
57. ↑  Melik-Bakhshyan, Stepan. 《Պավլիկյան շարժում》 (The Paulician movement). Armenian Soviet Encyclopedia. vol. ix. Yerevan, Armenian SSR: Armenian Academy of Sciences, 1983, 140-141쪽.
58. ↑  Nersessian, Vrej (1998). 《The Tondrakian Movement: Religious Movements in the Armenian Church from the 4th to the 10th Centuries》. London: RoutledgeCurzon. 14–15쪽. ISBN 0-9007-0792-5.
59. ↑  특히, 하위신 또는 사탄적인 신인 창조신(creator god)에 대한 관념이 발견된다
60. ↑  이에 대한 더 자세한 논의는 게르숌 숄렘(Gershom Scholem: 1897년-1982년)의 저서 《카발라의 기원(Origins of the Kabbalah)》을 참조하시오.
61. ↑  모세오경, 즉 히브리 성경의 첫 5권의 책
62. ↑  신비적 지식을 가지는 것
63. ↑  Understanding Jewish History: Texts and Commentaries by Steven Bayme Publisher: Ktav Publishing House ISBN 0-88125-554-8 ISBN 978-0-88125-554-6
64. ↑  “The Thought of Norea”. The Gnostic Society Library. 2009년 2월 13일에 확인함.
65. ↑  “Valentinian Theology”. The Gnostic Society Library. 2009년 2월 13일에 확인함.
66. ↑  “Allogenes”. The Gnostic Society Library. 2009년 2월 13일에 확인함.
67. ↑  “Trimorphic Protennoia”. The Gnostic Society Library. 2009년 2월 13일에 확인함.
68. ↑  “The Pair (Syzygy) in Valentinian Thought”. 2009년 2월 13일에 확인함.
69. ↑  Mead, G.R.S. (2005). 《Fragments of a Faith Forgotten》. Kessinger Publishing. ISBN 1417984139.
70. ↑  “A Valentinian Exposition”. The Gnostic Society Library. 2009년 2월 13일에 확인함.
71. ↑  “Demiurge”. "Catholic encyclopedia". 2009년 2월 13일에 확인함.
72. 1 2  “The Hypostasis of the Archons”. The Gnostic Society Library. 2009년 2월 12일에 확인함.
73. ↑  Origen. “Cotra Celsum”. The Gnostic Society Library. 2009년 2월 13일에 확인함.
74. ↑  “Mithraic Art”. 2011년 7월 27일에 원본 문서에서 보존된 문서. 2009년 12월 13일에 확인함.
75. ↑  “Narashimba”. Manas: Indian Religions. 2009년 2월 13일에 확인함.
76. ↑  Campbell, Joseph: 《Occidental Mythology》, 262쪽. Penguin Arkana, 1991.
77. ↑  여러 버전의 《요한의 비밀 가르침》이 나그함마디 문서에서 발견되었다
78. ↑  세트파 영지주의을 참조하시오.
79. ↑  찰스 윌리엄 킹(Charles William King) (1887). 《나스틱파들과 그 흔적들(The Gnostics and Their Remains)》. 4쪽.
80. ↑  아이온과 유사하다.
81. ↑  공간적 개념이 아니다.
82. 1 2  Turner, John (1986). 《"Sethian Gnosticism: A Literary History" in Nag Hammadi, Gnosticism and Early Christianity》. 59쪽.
83. ↑  《Aufstieg Und Niedergang Der Romischen Welt/Rise and Decline of the Roman World》 Bd 21/1 Volume 2; Volume 21 By Hildegard Temporini, Joseph Vogt, Wolfgang Haase Publisher: Walter de Gruyter (December 31, 1983) Language: German ISBN 3-11-008845-2 ISBN 978-3-11-008845-8
84. 1 2  Turner, John. 《Nag Hammadi, Gnosticism and Early Christianity》, "Sethian Gnosticism: A Literary History", 1986, 59쪽
85. ↑  This is what the scholar A. H. Armstrong wrote as a footnote in his translation of Plotinus' 《Enneads》 in the tract named 《Against the Gnostics》. Footnote from Page 264 1. From this point to the end of ch.12 Plotinus is attacking a Gnostic myth known to us best at present in the form it took in the system of Valentinus. The Mother, Sophia-Achamoth, produced as a result of the complicated sequence of events which followed the fall of the higher Sophia, and her offspring the Demiurge, the inferier and ignorant maker of the material universe, are Valentinian figures: cp. Irenaues 《Adv. Haer.》 1.4 and 5. Valentinius had been in Rome, and there is nothing improbable in the presence of Valentinians there in the time of Plotinus. But the evidence in the 《Life》 ch.16 suggests that the Gnostics in Plotinus's circle belonged rather to the other group called Sethians on Archontics, related to the Ophites or Barbelo Gnostics: they probably called themselves simply "Gnostics." Gnostic sects borrowed freely from each other, and it is likely that Valentinius took some of his ideas about Sophia from older Gnostic sources, and that his ideas in turn influenced other Gnostics. The probably Sethian Gnostic library discovered at Nag Hammadi included Valentinian treatise: ep. 《Puech》, Le pp. 162-163 and 179-180.
86. ↑  Schenke, Hans Martin. 《The Rediscovery of Gnosticism》, "The Phenomenon and Significance of Gnostic Sethianism". E. J. Brill 1978
87. ↑  《Introductory Note》 This treatise (No.33 in Porphyry's chronological order) is in fact the concluding section of a single long treatise which Porphyry, in order to carry out the design of grouping his master's works more or less according to subject into six sets of nine treatise, hacked roughly into four parts which he put into different Enneads, the other three being III. 8 (30), V. 8 (31), and V .5 (32). Porphyry says (Life ch. 16.11) that he gave the treatise the Title "Against the Gnostics" (he is presumably also responsible for the titles of the other sections of the cut-up treatise). There is an alternative title in Life. ch. 24 56-57 which runs "Against those who say that the maker of the universe is evil and the universe is evil. The treatise as it stands in the Enneads is a most powerful protest on behalf of Hellenic philosophy against the un-Hellenic heresy (as it was from the Platonist as well as the orthodox Christian point of view) of Gnosticism. A.H. Armstrong 《Introduction to II 9. Against the Gnostics》 Pages 220-222
88. ↑  They claimed to be a privileged caste of beings, in whom God alone was interested, and who were saved not by their own efforts but by some dramatic and arbitrary divine proceeding; and this, Plotinus claimed, led to immorality. Worst of all, they despised and hated the material universe and denied it's goodness and the goodness of its maker. For a Platonist, this is utter blasphemy -- and all the worse because it obviously derives to some extent from the sharply other-worldly side of Plato's own teaching (e.g. in the Phaedo). At this point in his attack Plotinus comes very close in some ways to the orthodox Christian opponents of Gnosticism, who also insist that this world is the work of God in his goodness. But, here as on the question of salvation, the doctrine which Plotinus is defending is as sharply opposed in other ways to orthodox Christianity as to Gnosticism: for he maintains not only the goodness of the material universe but also it's eternity and it's divinity. A.H. Armstrong 《Introduction to II 9. Against the Gnostics》 Pages 220-222
89. ↑  The teaching of the Gnostics seems to him untraditional, irrational and immoral. They despise and revile the ancient Platonic teachings and claim to have a new and superior wisdom of their own: but in fact anything that is true in their teaching comes from Plato, and all they have done themselves is to add senseless complications and pervert the true traditional doctrine into a melodramatic, superstitious fantasy designed to feed their own delusions of grandeur. They reject the only true way of salvation through wisdom and virtue, the slow patient study of truth and pursuit of perfection by men who respect the wisdom of the ancients and know their place in the universe. A.H. Armstrong 《Introduction to II 9. Against the Gnostics》 Pages 220-222
90. ↑  지식과 비지식은 이원론을 의미하며, 뒤아드(dyad) 즉 데미우르고스는 이원론에 속한다
91. ↑  《Faith and Philosophy》 By David G. Leahy
92. ↑  《Enneads》 VI 9.6
93. ↑  This is what the scholar A. H. Armstrong wrote as a footnote in his translation of Plotinus' Enneads in the tract named 《Against the Gnostics》. Footnote from Page 264 1. From this point to the end of ch.12 Plotinus is attacking a Gnostic myth known to us best at present in the form it took in the system of Valentinus. The Mother, Sophia-Achamoth, produced as a result of the complicated sequence of events which followed the fall of the higher Sophia, and her offspring the Demiurge, the inferior and ignorant maker of the material universe, are Valentinian figures: cp. Irenaues 《Adv. Haer》 1.4 and 5. Valentinius had been in Rome, and there is nothing improbable in the presence of Valentinians there in the time of Plotinus. But the evidence in the Life ch.16 suggests that the Gnostics in Plotinus's circle belonged rather to the other group called Sethians or Archonties, related to the Ophites or Barbelognostics: they probably called themselves simply "Gnostics." Gnostic sects borrowed freely from each other, and it is likely that Valentinius took some of his ideas about Sophia from older Gnostic sources, and that his ideas in turn influenced other Gnostics. The probably Sethian Gnostic library discovered at Nag Hammadi included Valentinian treatise: ep. Puech, Le pp. 162-163 and 179-180.
94. ↑  “Catechetical Lecture 6”. 《Cyril of Jerusalem》. 단락 23쪽. 그는 자신을 붓다스(Buddas)라고 불렀다.
95. ↑  Ibid. "사람들에게 알려졌고 그리고 비난 받았다"
96. ↑  그리스어로는 사르마나이오이(Σαρμαναίοι)이며 슈라마나들(Sramanas) 즉 사문(沙門)들을 뜻한다
97. ↑  마니교의 창시자인 마니는 쿠샨 제국의 땅에서 얼마 동안 살았다.
98. 1 2  Markschies, Christolph (2003). 《Gnosis: An Introduction》. T.& T.Clark Ltd. 14–15쪽.
99. 1 2  Williams, Michael Allen (1999). 《Rethinking "Gnosticism": An Argument for Dismantling a Dubious Category》. Princeton: Princeton University Press. ISBN 0691005427.
100. ↑  Afloroaei, Lucia (2009). “Religious Dualism: Some Logical and Philosophical Difficulties” (PDF). 《Journal for Interdisciplinary Research on Religion and Science》 4 (January): 83–111. 2012년 9월 11일에 원본 문서 (PDF)에서 보존된 문서. 2009년 2월 13일에 확인함.
101. ↑  쇼펜하우어, 《의지와 표상으로서의 세계》, Vol. II, XLVIII 장
102. 1 2  Smith, Richard. 〈The Modern Relevance of Gnosticism〉, 《The Nag Hammadi Library》, 1990 ISBN 0-06-066935-7
103. ↑  Cf. l'Église du Plérôme
104. ↑  이는 전통주의자 학파(Traditionalist School)라고도 하는 피레니얼리즘(Perennialism)의 입장으로 더 바뀌기 전에 있었던 일이다.
105. ↑  Green, Celia (1981,2006). 《Advice to Clever Children》. Oxford: Oxford Forum. Ch.s XXXV-XXXVII.

## 참고 자료

### 한국어 1차 자료
- 한문덕 역 (2006). "유다 복음". 《유다는 왜 예수를 배반했을까?》라는 프레시안의 기사(2006-04-11)에 포함. 2010년 8월 16일 확인.

### 한국어 2차 자료
- 네이버 백과사전/두산백과사전: "그노시스파" 항목. 2010년 8월 16일에 확인.
- 네이트 백과사전/브리태니커 백과: [http://100.nate.com/dicsearch/pentry.html?s=B&i=171840&v=42%5B깨진+링크(과거+내용+찾기)%5D "영지주의"][깨진 링크(과거 내용 찾기)] 항목. 2010년 8월 16일에 확인.
- 야후! 백과사전/파스칼대백과: "신지학" 항목. 2010년 8월 16일에 확인.
- 지식공유프로젝트/글로벌 세계 대백과사전: "그리스도교의 교파"[깨진 링크(과거 내용 찾기)] 중 "그노시스파"[깨진 링크(과거 내용 찾기)] 항목. 2010년 8월 16일에 확인.
- 지식공유프로젝트/글로벌 세계 대백과사전: "그리스도교의 역사"[깨진 링크(과거 내용 찾기)] 항목. 2010년 8월 16일에 확인.

### 외국어 1차 자료
- Layton, Bentley (1987). 《The Gnostic Scriptures》. 526 pages. SCM Press. ISBN 0-334-02022-0.
- Robinson, James (1978). 《The Nag Hammadi Library in English》. 549 pages. San Francisco: Harper & Row. ISBN 0-06-066934-9.
- Plotinus (1989). 《The Enneads》. translated by A.H. Armstrong. Harvard University. 다음 글자 무시됨: ‘Harvard University Press ’ (도움말) (in 7 volumes), vol. 1: ISBN 0-674-99484-1
- Willis Barnstone and Marvin Meyer (Ed.) (2003). 《The Gnostic Bible》. Shambhala Publications, Inc. ISBN 1-57062-242-6.

### 외국어 2차 자료

#### 기독교 교부들 자료
아래의 기독교 교부들의 저서들은 저자들의 시대순으로 나열되어 있다.
- 이레나이우스. 《이단적 교의들에 대한 반박(Adversus Haereses)》.
  - Irenaeus, 《Adversus Haereses》, Christian Classics Ethereal Library. 2000년 8월 17일에 확인.
- 알렉산드리아의 클레멘스. 《스트로마타(Stromata)》.
  - Wilson, William (tr.) (1885). 《The Stromata, or Miscellanies》, Ante-Nicene Fathers, Vol. 2, Edited by Philip Schaff. Christian Classics Ethereal Library. 2000년 8월 17일에 확인.
  - Wilson, William (tr.) (1885). 《The Stromata》, Ante-Nicene Fathers, Vol. 2, Edited by Alexander Roberts, James Donaldson, and A. Cleveland Coxe, Buffalo, NY: Christian Literature Publishing Co. Revised and edited for New Advent by Kevin Knight. 2000년 8월 17일에 확인.
- 히폴리토스. 《필로소푸메나(Philosophumena or Refutation of All Heresies)》.
  - Hippolytus, 《Refutation of All Heresies》, Christian Classics Ethereal Library. 2012년 4월 6일에 확인.
- 에피파니우스. 《파나리온(Panarion)》.
  - Williams, Frank (tr.) (1987).《The Panarion of Epiphanius of Salamis. Book I (Sects 1-46)》, XXX and 359 pages, Nag Hammadi Studies, Brill

#### 현대의 자료
- Aland, Barbara (1978). 《Festschrift fur Hans Jonas》. Vandenhoeck & Ruprecht. ISBN 3-525-58111-4.
- Burstein, Dan (2006). 《Secrets of Mary Magdalene》. CDS Books. ISBN 1-59315-205-1.
- Freke, Timothy; Gandy, Peter (2002). 《Jesus and the Lost Goddess : The Secret Teachings of the Original Christians》. Three Rivers Press. ISBN 0-00-710071-X.
- Green, Henry (1985). 《Economic and Social Origins of Gnosticism》. Scholars P.,U.S. ISBN 0-89130-843-1.
- Haardt, Robert (1967). 《Die Gnosis: Wesen und Zeugnisse》. 352 pages. Otto-Muller-Verlag, Salzburg., translated as Haardt, Robert (1971). 《Gnosis: Character and Testimony》. Brill, Leiden.
- Hoeller, Stephan A. (2002). 《Gnosticism - New Light on the Ancient Tradition of Inner Knowing》. 257 pages. Wheaton: Quest. ISBN 0-8356-0816-6.
- Jonas, Hans (1993). 《Gnosis und spatantiker Geist vol. 2:1-2, Von der Mythologie zur mystischen Philosophie》. Gottingen: Vandenhoeck & Ruprecht. ISBN 3-525-53841-3.
- King, Charles William (1887). 《The Gnostics and Their Remains》.
- King, Karen L. (2003). 《What is Gnosticism?》. 343 pages. Harvard University Press. ISBN 0-674-01071-X.
- Klimkeit, Hans-Joachim (1993). 《Gnosis on the Silk Road: Gnostic Texts from Central Asia》. Harper, San Francisco. ISBN 0-06-064586-5.
- Layton, Bentley (Ed.) (1981). 《The Rediscovery of Gnosticism: Sethian Gnosticism》. E.J. Brill.
- Layton, Bentley (1995). 〈Prolegomena to the study of ancient gnosticism〉.   edited by L. Michael White, O. Larry Yarbrough. 《The Social World of the First Christians: Essays in Honor of Wayne A. Meeks》. Fortress Press, Minneapolis. ISBN 0-8006-2585-4.
- Markschies, Christoph (2000). 《Gnosis: An Introduction》. 번역 John Bowden. 145 pages. T & T Clark. ISBN 0-567-08945-2.
- Mins, Denis (1994). 《Irenaeus》. Geoffrey Chapman.
- Pagels, Elaine (1979). 《The Gnostic Gospels》. 182 pages. New York: Vintage Books. ISBN 0-679-72453-2.
- Pagels, Elaine (1989). 《The Johannine Gospel in Gnostic Exegesis》. 128 pages. Atlanta, Ga.: Scholars Press. ISBN 1-55540-334-4.
- Petrement, Simone (1990). 《A Separate God: The Origins and Teachings of Gnosticsim》, Harper and Row ISBN 0-06-066421-5
- Rudolph, Kurt (1987). 《Gnosis: The Nature & Structure of Gnosticism》. Harper & Row. ISBN 0-06-067018-5.
- Walker, Benjamin (1990). 《Gnosticism: Its History and Influence》. Harper Collins. ISBN 1-85274-057-4.
- Williams, Michael (1996). 《Rethinking Gnosticism: An Argument for Dismantling a Dubious Category》. Princeton University Press. ISBN 0-691-01127-3.